# فهرست فیلم‌های یونایتد آرتیستس
یونایتد آرتیستس در سال ۱۹۱۹ توسط دیوید وارک گریفیث، چارلی چاپلین، مری پیکفورد و داگلاس فربنکس تأسیس شده‌است. این مقاله فهرستی از فیلم‌های سینمایی ساخته شده یا توزیع شده توسط این شرکت است.

## دهه ۱۹۱۰

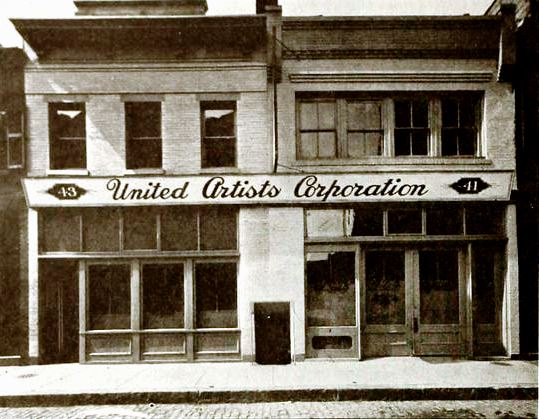
ساختمان دفتر یونایتد آرتیستس در بوستون (۱۹۱۹)

| تاریخ انتشار   | فیلم                   | توضیحات                                                      |
| -------------- | ---------------------- | ------------------------------------------------------------ |
| ۱۳ مه ۱۹۱۹     | شکوفه‌های پرپر          | Originally made for Famous Players, bought by United Artists |
| ۱ سپتامبر ۱۹۱۹ | اعلیحضرت، آمریکایی     | First United Artists production                              |
| ۲۸ دسامبر ۱۹۱۹ | وقتی ابرها غلت می زنند |                                                              |

## دهه ۱۹۲۰
| تاریخ انتشار    | فیلم                          | توضیحات                                                                    |
| --------------- | ----------------------------- | -------------------------------------------------------------------------- |
| ۱۸ ژانویه ۱۹۲۰  | پولیانا                       |                                                                            |
| ۲۷ ژانویه ۱۹۲۰  | کف‌صابون                       |                                                                            |
| ۲۵ آوریل ۱۹۲۰   | پایین در مزرعه                |                                                                            |
| ۱۶ مه ۱۹۲۰      | رمانس                         |                                                                            |
| ۱۳ ژوئن ۱۹۲۰    | مولیکودل                      |                                                                            |
| ۲۲ اوت ۱۹۲۰     | گل عشق                        |                                                                            |
| ۳ سپتامبر ۱۹۲۰  | در دوردست شرق                 |                                                                            |
| ۵ دسامبر ۱۹۲۰   | The Mark of Zorro             |                                                                            |
| ۹ ژانویه ۱۹۲۱   | The Love Light                |                                                                            |
| ۶ مارس ۱۹۲۱     | The Nut                       |                                                                            |
| ۱۲ آوریل ۱۹۲۱   | Dream Street                  |                                                                            |
| ۵ مه ۱۹۲۱       | Through the Back Door         |                                                                            |
| ۲۱ اوت ۱۹۲۱     | دیزرائیلی                     |                                                                            |
| ۲۸ اوت ۱۹۲۱     | سه تفنگدار                    |                                                                            |
| ۱۵ سپتامبر ۱۹۲۱ | Little Lord Fauntleroy        |                                                                            |
| ۹ اکتبر ۱۹۲۱    | اتهام                         |                                                                            |
| ۳۰ اکتبر ۱۹۲۱   | The Iron Trail                |                                                                            |
| ۲۸ دسامبر ۱۹۲۱  | Orphans of the Storm          |                                                                            |
| ۲۲ ژانویه ۱۹۲۲  | The Ruling Passion            |                                                                            |
| ۱۲ فوریه ۱۹۲۲   | خانه عروسک                    | Film is considered فیلم گمشده                                              |
| ۱۹ مارس ۱۹۲۲    | Fair Lady                     |                                                                            |
| ۲۳ آوریل ۱۹۲۲   | The Glorious Adventure        |                                                                            |
| ۵ اوت ۱۹۲۲      | A Tailor-Made Man             |                                                                            |
| ۲۷ اوت ۱۹۲۲     | The Three Must-Get-Theres     |                                                                            |
| ۱ اکتبر ۱۹۲۲    | The Man Who Played God        |                                                                            |
| ۲ اکتبر ۱۹۲۲    | One Exciting Night            |                                                                            |
| ۱۸ اکتبر ۱۹۲۲   | رابین هود                     |                                                                            |
| ۱۲ نوامبر ۱۹۲۲  | Tess of the Storm Country     |                                                                            |
| ۱۵ فوریه ۱۹۲۳   | The Girl I Loved              |                                                                            |
| ۵ مارس ۱۹۲۳     | The Shriek of Araby           |                                                                            |
| ۲۱ مه ۱۹۲۳      | The White Rose                |                                                                            |
| ۳ سپتامبر ۱۹۲۳  | رزیتا                         |                                                                            |
| ۱ اکتبر ۱۹۲۳    | زن پاریسی                     |                                                                            |
| ۲۱ فوریه ۱۹۲۴   | America                       | تهیه شده توسط دی. دبلیو. گریفیث                                            |
| ۲۳ مارس ۱۹۲۴    | دزد بغداد                     |                                                                            |
| ۲۵ مه ۱۹۲۴      | Dorothy Vernon of Haddon Hall |                                                                            |
| ۵ دسامبر ۱۹۲۴   | Isn't Life Wonderful          |                                                                            |
| ۱۵ فوریه ۱۹۲۵   | عافیت‌طلبان                    |                                                                            |
| ۱۴ آوریل ۱۹۲۵   | Waking Up the Town            |                                                                            |
| ۱۵ ژوئن ۱۹۲۵    | Don Q, Son of Zorro           |                                                                            |
| ۲۶ ژوئن ۱۹۲۵    | جویندگان طلا                  |                                                                            |
| ۶ ژوئیه ۱۹۲۵    | Wild Justice                  |                                                                            |
| ۲ اوت ۱۹۲۵      | Sally of the Sawdust          |                                                                            |
| ۱۸ اکتبر ۱۹۲۵   | Little Annie Rooney           |                                                                            |
| ۸ نوامبر ۱۹۲۵   | عقاب                          |                                                                            |
| ۱۶ نوامبر ۱۹۲۵  | Stella Dallas                 | فقط توزیع; تهیه شده توسط ساموئل گلدوین پروداکشنز                           |
| ۲۷ دسامبر ۱۹۲۵  | Tumbleweeds                   |                                                                            |
| ۱۹۲۶            | زنی از دریا                   |                                                                            |
| ۱۵ فوریه ۱۹۲۶   | Partners Again                | فقط توزیع; تهیه شده توسط Samuel Goldwyn Productions                        |
| ۸ مارس ۱۹۲۶     | دزد دریایی سیاه               |                                                                            |
| ۱۴ مارس ۱۹۲۶    | خفاش                          |                                                                            |
| ۵ سپتامبر ۱۹۲۶  | پسر شیخ                       |                                                                            |
| ۱۹ سپتامبر ۱۹۲۶ | گنجشک‌ها                       |                                                                            |
| ۱۴ اکتبر ۱۹۲۶   | The Winning of Barbara Worth  | فقط توزیع; تهیه شده توسط ساموئل گلدوین پروداکشنز                           |
| ۲۷ ژانویه ۱۹۲۷  | The Night of Love             | فقط توزیع; تهیه شده توسط Samuel Goldwyn Productions                        |
| ۵ فوریه ۱۹۲۷    | ژنرال                         |                                                                            |
| ۱۱ مارس ۱۹۲۷    | The Love of Sunya             |                                                                            |
| ۱۲ مارس ۱۹۲۷    | The Beloved Rogue             |                                                                            |
| ۱۹ مارس ۱۹۲۷    | رستاخیز                       |                                                                            |
| ۲۴ ژوئیه ۱۹۲۷   | Topsy and Eva                 |                                                                            |
| ۱۰ سپتامبر ۱۹۲۷ | کالج                          |                                                                            |
| ۱۸ سپتامبر ۱۹۲۷ | شعله جادویی                   | فقط توزیع; تهیه شده توسط Samuel Goldwyn Productions                        |
| ۲۳ سپتامبر ۱۹۲۷ | دو شوالیه عرب                 |                                                                            |
| ۳۱ اکتبر ۱۹۲۷   | بهترین دختر من                |                                                                            |
| ۳ نوامبر ۱۹۲۷   | شیطان رقاص                    | فقط توزیع; تهیه شده توسط Samuel Goldwyn Productions                        |
| ۲۱ نوامبر ۱۹۲۷  | The Gaucho                    |                                                                            |
| ۲ دسامبر ۱۹۲۷   | سورل و پسر                    |                                                                            |
| ۳۱ دسامبر ۱۹۲۷  | کبوتر                         |                                                                            |
| ۶ ژانویه ۱۹۲۸   | سیرک                          |                                                                            |
| ۷ ژانویه ۱۹۲۸   | سیدی تامسون                   |                                                                            |
| ۲۴ ژانویه ۱۹۲۸  | Drums of Love                 |                                                                            |
| ۴ فوریه ۱۹۲۸    | باغ عدن                       |                                                                            |
| ۲۳ مارس ۱۹۲۸    | Two Lovers                    | فقط توزیع; تهیه شده توسط ساموئل گلدوین پروداکشنز                           |
| ۱۴ مه ۱۹۲۸      | Ramona                        |                                                                            |
| ۲۰ مه ۱۹۲۸      | استیمبوت بیل جونیور           |                                                                            |
| ۲۷ مه ۱۹۲۸      | طوفان                         |                                                                            |
| سپتامبر ۱۹۲۸    | The Woman Disputed            |                                                                            |
| اکتبر ۱۹۲۸      | Revenge                       |                                                                            |
| ۱۲ اکتبر ۱۹۲۸   | جنگ زن و مرد                  |                                                                            |
| ۱۷ نوامبر ۱۹۲۸  | The Awakening                 | فقط توزیع; تهیه شده توسط Samuel Goldwyn Productions                        |
| ۱۲ ژانویه ۱۹۲۹  | عملیات نجات                   | فقط توزیع; تهیه شده توسط Samuel Goldwyn Productions                        |
| ۲۲ ژانویه ۱۹۲۹  | Lady of the Pavements         |                                                                            |
| ۲۱ فوریه ۱۹۲۹   | The Iron Mask                 |                                                                            |
| ۶ آوریل ۱۹۲۹    | خروس                          |                                                                            |
| ۲۰ آوریل ۱۹۲۹   | شاهد                          | فقط توزیع; تهیه شده توسط جوزف ام. شنک نامزد of the جایزه اسکار بهترین فیلم |
| ۲ مه ۱۹۲۹       | بولداگ درومند                 |                                                                            |
| ۱۱ مه ۱۹۲۹      | Eternal Love                  |                                                                            |
| ۱ ژوئن ۱۹۲۹     | The Three Passions            |                                                                            |
| ۸ ژوئن ۱۹۲۹     | She Goes to War               |                                                                            |
| ۲۲ ژوئن ۱۹۲۹    | This Is Heaven                | فقط توزیع; تهیه شده توسط Samuel Goldwyn Productions                        |
| ۲۴ اوت ۱۹۲۹     | Evangeline                    |                                                                            |
| ۱۵ سپتامبر ۱۹۲۹ | Three Live Ghosts             |                                                                            |
| ۱۲ اکتبر ۱۹۲۹   | Vénus                         |                                                                            |
| ۳ نوامبر ۱۹۲۹   | محکوم                         | فقط توزیع; تهیه شده توسط Samuel Goldwyn Productions                        |
| ۱۱ نوامبر ۱۹۲۹  | متجاوز                        |                                                                            |
| ۱۶ نوامبر ۱۹۲۹  | The Locked Door               |                                                                            |
| ۳۰ نوامبر ۱۹۲۹  | رام کردن زن سرکش              |                                                                            |
| ۲۸ دسامبر ۱۹۲۹  | New York Nights               |                                                                            |

## دهه ۱۹۳۰
| تاریخ انتشار    | فیلم                                                  | توضیحات                                                                                               |
| --------------- | ----------------------------------------------------- | --- |
| ۱۸ ژانویه ۱۹۳۰  | Lummox                                                | |
| ۸ فوریه ۱۹۳۰    | Be Yourself                                           | |
| ۱ مارس ۱۹۳۰     | Puttin' On the Ritz                                   | |
| ۱۵ مارس ۱۹۳۰    | Hell Harbor                                           | |
| ۳ مه ۱۹۳۰       | The Bad One                                           | |
| ۳ مه ۱۹۳۰       | One Romantic Night                                    | |
| ۲۴ ژوئیه ۱۹۳۰   | Raffles                                               | فقط توزیع; تهیه شده توسط Samuel Goldwyn Productions                                                   |
| ۳۰ اوت ۱۹۳۰     | چشمان جهان                                            | |
| ۱۳ سپتامبر ۱۹۳۰ | What a Widow!                                         | |
| ۵ اکتبر ۱۹۳۰    | بزن‌بکوب!                                              | فقط توزیع; تهیه شده توسط Samuel Goldwyn Productions                                                   |
| ۱۱ اکتبر ۱۹۳۰   | دو-بری، بانوی عشق                                     | |
| ۸ نوامبر ۱۹۳۰   | آبراهام لینکلن                                        | فقط توزیع; تهیه شده توسط جوزف ام. شنک; directed by D. W. Griffith                                     |
| ۱۳ نوامبر ۱۹۳۰  | زمزمه‌های خفاش                                         | |
| ۱۵ نوامبر ۱۹۳۰  | فرشته‌های جهنم                                         | فقط توزیع                                                                                             |
| ۲۸ نوامبر ۱۹۳۰  | The Lottery Bride                                     | |
| ۲۰ دسامبر ۱۹۳۰  | The Devil to Pay!                                     | فقط توزیع; تهیه شده توسط Samuel Goldwyn Productions                                                   |
| ۱۴ ژانویه ۱۹۳۱  | One Heavenly Night                                    | فقط توزیع; تهیه شده توسط Samuel Goldwyn Productions                                                   |
| ۳۰ ژانویه ۱۹۳۱  | روشنایی‌های شهر                                        | |
| ۲۱ فوریه ۱۹۳۱   | Reaching for the Moon                                 | |
| ۱۴ مارس ۱۹۳۱    | کیکی                                                  | |
| ۴ آوریل ۱۹۳۱    | صفحه نخست                                             | نامزد of the Academy Award for Best Picture.                                                          |
| ۱۶ مه ۱۹۳۱      | Indiscreet                                            | Directed by D. W. Griffith, his last film                                                             |
| ۵ سپتامبر ۱۹۳۱  | Street Scene                                          | فقط توزیع; تهیه شده توسط Samuel Goldwyn Productions                                                   |
| ۳ اکتبر ۱۹۳۱    | Palmy Days                                            | فقط توزیع; تهیه شده توسط Samuel Goldwyn Productions                                                   |
| ۱۷ اکتبر ۱۹۳۱   | The Age for Love                                      | فقط توزیع; تهیه شده توسط هوارد هیوز                                                                   |
| ۲۸ اکتبر ۱۹۳۱   | The Unholy Garden                                     | فقط توزیع; تهیه شده توسط Samuel Goldwyn Productions                                                   |
| ۲۸ نوامبر ۱۹۳۱  | Corsair                                               | |
| ۱۰ دسامبر ۱۹۳۱  | The Struggle                                          | |
| ۱۲ دسامبر ۱۹۳۱  | Around the World in 80 Minutes with Douglas Fairbanks | |
| ۱۷ دسامبر ۱۹۳۱  | Tonight or Never                                      | فقط توزیع; تهیه شده توسط Samuel Goldwyn Productions                                                   |
| ۲۶ دسامبر ۱۹۳۱  | ارواسمیت                                              | فقط توزیع; تهیه شده توسط Samuel Goldwyn Productions نامزد of the Academy Award for Best Picture.      |
| ۲۳ ژانویه ۱۹۳۲  | Cock of the Air                                       | |
| ۱۳ فوریه ۱۹۳۲   | The Greeks Had a Word for Them                        | فقط توزیع; تهیه شده توسط Samuel Goldwyn Productions                                                   |
| ۱۲ مارس ۱۹۳۲    | Sky Devils                                            | |
| ۹ آوریل ۱۹۳۲    | صورت‌زخمی                                              | فقط توزیع                                                                                             |
| ۱۶ آوریل ۱۹۳۲   | The Silver Lining                                     | |
| ۲۵ آوریل ۱۹۳۲   | Der Kongress tanzt                                    | |
| ۱۱ مه ۱۹۳۲      | Congress Dances                                       | |
| ۴ اوت ۱۹۳۲      | زامبی سفید                                            | |
| ۱۹ اوت ۱۹۳۲     | Mr. Robinson Crusoe                                   | |
| ۱۲ اکتبر ۱۹۳۲   | باران                                                 | |
| ۲ نوامبر ۱۹۳۲   | Magic Night                                           | |
| ۱۷ نوامبر ۱۹۳۲  | The Kid from Spain                                    | فقط توزیع; تهیه شده توسط Samuel Goldwyn Productions                                                   |
| ۲۴ دسامبر ۱۹۳۲  | Cynara                                                | فقط توزیع; تهیه شده توسط Samuel Goldwyn Productions                                                   |
| ۳ فوریه ۱۹۳۳    | Hallelujah, I'm a Bum                                 | |
| ۱۱ مارس ۱۹۳۳    | Perfect Understanding                                 | |
| ۱۶ مارس ۱۹۳۳    | اسرار                                                 | |
| ۱۹ مه ۱۹۳۳      | I Cover the Waterfront                                | تهیه شده توسط ادوارد اسمال                                                                            |
| ۲۸ ژوئن ۱۹۳۳    | Samarang                                              | |
| ۲۵ اوت ۱۹۳۳     | Bitter Sweet                                          | |
| ۳ سپتامبر ۱۹۳۳  | The Masquerade                                        | فقط توزیع; تهیه شده توسط Samuel Goldwyn Productions                                                   |
| ۲۱ سپتامبر ۱۹۳۳ | زندگی خصوصی هنری هشتم                                 | فقط توزیع; تهیه شده توسط لاندن فیلمز نامزد of the Academy Award for Best Picture.                     |
| ۲۹ سپتامبر ۱۹۳۳ | امپراتور جونز                                         | |
| ۷ اکتبر ۱۹۳۳    | The Bowery                                            | فقط توزیع; تهیه شده توسط Twentieth Century Pictures                                                   |
| ۲ نوامبر ۱۹۳۳   | Broadway Through a Keyhole                            | فقط توزیع; تهیه شده توسط Twentieth Century Pictures                                                   |
| ۱۷ نوامبر ۱۹۳۳  | Blood Money                                           | فقط توزیع; تهیه شده توسط Twentieth Century Pictures                                                   |
| ۱ دسامبر ۱۹۳۳   | Advice to the Lovelorn                                | فقط توزیع; تهیه شده توسط Twentieth Century Pictures                                                   |
| ۲۹ دسامبر ۱۹۳۳  | Roman Scandals                                        | فقط توزیع; تهیه شده توسط Samuel Goldwyn Productions                                                   |
| ۵ ژانویه ۱۹۳۴   | Gallant Lady                                          | |
| ۱۹ ژانویه ۱۹۳۴  | مولن روژ                                              | |
| ۲۶ ژانویه ۱۹۳۴  | Palooka                                               | تهیه شده توسط ادوارد اسمال                                                                            |
| ۱ فوریه ۱۹۳۴    | Nana                                                  | فقط توزیع; تهیه شده توسط Samuel Goldwyn Productions                                                   |
| ۹ فوریه ۱۹۳۴    | The Rise of Catherine the Great                       | تهیه شده توسط لاندن فیلمز                                                                             |
| ۲۹ مارس ۱۹۳۴    | Looking for Trouble                                   | فقط توزیع; تهیه شده توسط Twentieth Century Pictures                                                   |
| ۷ آوریل ۱۹۳۴    | خانه روتشیلت                                          | نامزد of the Academy Award for Best Picture. فقط توزیع; تهیه شده توسط Twentieth Century Pictures      |
| ۲۸ آوریل ۱۹۳۴   | The Last Gentleman                                    | فقط توزیع; تهیه شده توسط Twentieth Century Pictures                                                   |
| ۱۸ مه ۱۹۳۴      | Born to Be Bad                                        | فقط توزیع; تهیه شده توسط Twentieth Century Pictures                                                   |
| ۲۹ مه ۱۹۳۴      | سورل و پسر                                            | |
| ۱۵ اوت ۱۹۳۴     | Bulldog Drummond Strikes Back                         | فقط توزیع; تهیه شده توسط Twentieth Century Pictures                                                   |
| ۲۴ اوت ۱۹۳۴     | عشق‌بازی‌های چلینی                                      | فقط توزیع; تهیه شده توسط Twentieth Century Pictures                                                   |
| ۷ سپتامبر ۱۹۳۴  | کنت مونت کریستو                                       | تهیه شده توسط ادوارد اسمال                                                                            |
| ۲ اکتبر ۱۹۳۴    | نان روزانه ما                                         | |
| ۱ نوامبر ۱۹۳۴   | We Live Again                                         | فقط توزیع; تهیه شده توسط Samuel Goldwyn Productions                                                   |
| ۲ نوامبر ۱۹۳۴   | Transatlantic Merry-Go-Round                          | تهیه شده توسط ادوارد اسمال                                                                            |
| ۱۰ نوامبر ۱۹۳۴  | Kid Millions                                          | فقط توزیع; تهیه شده توسط Samuel Goldwyn Productions                                                   |
| ۳۰ نوامبر ۱۹۳۴  | The Private Life of Don Juan                          | فقط توزیع; تهیه شده توسط لاندن فیلمز                                                                  |
| ۲۱ دسامبر ۱۹۳۴  | The Queen's Affair                                    | |
| ۲۳ دسامبر ۱۹۳۴  | دن کیشوت                                              | |
| ۲۳ دسامبر ۱۹۳۴  | The Mighty Barnum                                     | فقط توزیع; تهیه شده توسط Twentieth Century Pictures                                                   |
| ۲۵ ژانویه ۱۹۳۵  | کلایو هند                                             | فقط توزیع; تهیه شده توسط Twentieth Century Pictures                                                   |
| ۷ فوریه ۱۹۳۵    | The Scarlet Pimpernel                                 | تهیه شده توسط لاندن فیلمز                                                                             |
| ۲۲ فوریه ۱۹۳۵   | Folies Bergère de Paris                               | فقط توزیع; تهیه شده توسط Twentieth Century Pictures                                                   |
| ۸ مارس ۱۹۳۵     | The Wedding Night                                     | فقط توزیع; تهیه شده توسط Samuel Goldwyn Productions                                                   |
| ۲۰ آوریل ۱۹۳۵   | بینوایان                                              | نامزد of the Academy Award for Best Picture. فقط توزیع, تهیه شده توسط Twentieth Century Pictures      |
| ۲۸ آوریل ۱۹۳۵   | کاردینال ریشلیو                                       | فقط توزیع; تهیه شده توسط Twentieth Century Pictures                                                   |
| ۱۷ مه ۱۹۳۵      | Let 'Em Have It                                       | |
| ۲۴ مه ۱۹۳۵      | هرگز مرا فراری نده                                    | |
| ۱۹ ژوئن ۱۹۳۵    | نل گوئین                                              | فقط توزیع; هربرت ویلکاکس (for) British & Dominions                                                    |
| ۲۶ ژوئن ۱۹۳۵    | Sanders of the River                                  | تهیه شده توسط لاندن فیلمز                                                                             |
| ۹ اوت ۱۹۳۵      | آوای وحش                                              | فقط توزیع; تهیه شده توسط Twentieth Century Pictures                                                   |
| ۸ سپتامبر ۱۹۳۵  | فرشته تاریکی                                          | فقط توزیع; تهیه شده توسط Samuel Goldwyn Productions                                                   |
| ۱۲ سپتامبر ۱۹۳۵ | Red Salute                                            | تهیه شده توسط ادوارد اسمال                                                                            |
| ۱۳ اکتبر ۱۹۳۵   | Barbary Coast                                         | فقط توزیع; تهیه شده توسط Samuel Goldwyn Productions                                                   |
| ۷ نوامبر ۱۹۳۵   | The Melody Lingers On                                 | تهیه شده توسط ادوارد اسمال                                                                            |
| ۲۲ نوامبر ۱۹۳۵  | Splendor                                              | فقط توزیع; تهیه شده توسط Samuel Goldwyn Productions                                                   |
| ۹ ژانویه ۱۹۳۶   | Mimi                                                  | |
| ۲۴ ژانویه ۱۹۳۶  | Strike Me Pink                                        | فقط توزیع; تهیه شده توسط Samuel Goldwyn Productions                                                   |
| ۷ فوریه ۱۹۳۶    | The Ghost Goes West                                   | تهیه شده توسط لاندن فیلمز                                                                             |
| ۲۵ فوریه ۱۹۳۶   | عصر جدید                                              | |
| ۱۸ مارس ۱۹۳۶    | این سه نفر                                            | فقط توزیع; تهیه شده توسط Samuel Goldwyn Productions                                                   |
| ۲ آوریل ۱۹۳۶    | Little Lord Fauntleroy                                | فقط توزیع; تهیه شده توسط Selznick International Pictures                                              |
| ۱۷ آوریل ۱۹۳۶   | Things to Come                                        | تهیه شده توسط لاندن فیلمز                                                                             |
| ۲۷ آوریل ۱۹۳۶   | The Amateur Gentleman                                 | فقط توزیع; تهیه شده توسط Criterion Film Productions                                                   |
| ۱۳ مه ۱۹۳۶      | One Rainy Afternoon                                   | |
| ۱ ژوئیه ۱۹۳۶    | Moscow Nights                                         | تهیه شده توسط لاندن فیلمز                                                                             |
| ۲ سپتامبر ۱۹۳۶  | آخرین موهیکان                                         | تهیه شده توسط ادوارد اسمال                                                                            |
| ۲۳ سپتامبر ۱۹۳۶ | دادزوورث                                              | فقط توزیع; تهیه شده توسط Samuel Goldwyn Productions نامزد of the Academy Award for Best Picture.      |
| ۲ اکتبر ۱۹۳۶    | The Gay Desperado                                     | |
| ۶ نوامبر ۱۹۳۶   | بیا و بگیرش                                           | فقط توزیع; تهیه شده توسط Samuel Goldwyn Productions                                                   |
| ۱۹ نوامبر ۱۹۳۶  | The Garden of Allah                                   | فقط توزیع; تهیه شده توسط Selznick International Pictures                                              |
| ۱۷ دسامبر ۱۹۳۶  | Accused                                               | فقط توزیع; تهیه شده توسط Criterion Film Productions                                                   |
| ۲۵ دسامبر ۱۹۳۶  | رامبرانت                                              | تهیه شده توسط لاندن فیلمز                                                                             |
| ۲۵ دسامبر ۱۹۳۶  | Beloved Enemy                                         | فقط توزیع; تهیه شده توسط Samuel Goldwyn Productions                                                   |
| ۱۸ ژانویه ۱۹۳۷  | Men Are Not Gods                                      | تهیه شده توسط لاندن فیلمز                                                                             |
| ۲۹ ژانویه ۱۹۳۷  | تنها یکبار زندگی می‌کنید                               | |
| ۱۹ فوریه ۱۹۳۷   | The Man Who Could Work Miracles                       | تهیه شده توسط لاندن فیلمز                                                                             |
| ۲۵ فوریه ۱۹۳۷   | Storm in a Teacup                                     | تهیه شده توسط لاندن فیلمز                                                                             |
| ۵ مارس ۱۹۳۷     | انگلستان در آتش                                       | تهیه شده توسط لاندن فیلمز                                                                             |
| ۵ مارس ۱۹۳۷     | تاریخ شب‌ها ساخته می‌شود                                | تهیه شده توسط والتر وانگر Productions                                                                 |
| ۵ آوریل ۱۹۳۷    | Elephant Boy                                          | تهیه شده توسط لاندن فیلمز                                                                             |
| ۱۸ آوریل ۱۹۳۷   | A Night of Terror                                     | |
| ۲۷ آوریل ۱۹۳۷   | ستاره‌ای متولد شده‌است                                  | نامزد of the Academy Award for Best Picture. فقط توزیع; تهیه شده توسط Selznick International Pictures |
| ۷ مه ۱۹۳۷       | Woman Chases Man                                      | فقط توزیع; تهیه شده توسط Samuel Goldwyn Productions                                                   |
| ۱۹ مه ۱۹۳۷      | Dreaming Lips                                         | |
| ۱۴ ژوئن ۱۹۳۷    | When Thief Meets Thief                                | |
| ۲ ژوئیه ۱۹۳۷    | Dark Journey                                          | |
| ۲۳ ژوئیه ۱۹۳۷   | Knight Without Armor                                  | تهیه شده توسط لاندن فیلمز                                                                             |
| ۶ اوت ۱۹۳۷      | استلا دالاس                                           | فقط توزیع; تهیه شده توسط Samuel Goldwyn Productions                                                   |
| ۲۷ اوت ۱۹۳۷     | بن‌بست                                                 | فقط توزیع; تهیه شده توسط Samuel Goldwyn Productions نامزد of the Academy Award for Best Picture.      |
| ۳ سپتامبر ۱۹۳۷  | The Prisoner of Zenda                                 | فقط توزیع; تهیه شده توسط Selznick International Pictures                                              |
| ۲۹ اکتبر ۱۹۳۷   | Stand-In                                              | |
| ۹ نوامبر ۱۹۳۷   | توفند                                                 | فقط توزیع; تهیه شده توسط Samuel Goldwyn Productions                                                   |
| ۱۱ نوامبر ۱۹۳۷  | Murder on Diamond Row                                 | تهیه شده توسط لاندن فیلمز                                                                             |
| ۱۹ نوامبر ۱۹۳۷  | خیابان ۵۲ام                                           | |
| ۲۵ نوامبر ۱۹۳۷  | Nothing Sacred                                        | فقط توزیع; تهیه شده توسط Selznick International Pictures                                              |
| ۱۴ ژانویه ۱۹۳۸  | Action for Slander                                    | فقط توزیع; تهیه شده توسط لاندن فیلمز                                                                  |
| ۱۴ ژانویه ۱۹۳۸  | I Met My Love Again                                   | |
| ۱۵ ژانویه ۱۹۳۸  | The Divorce of Lady X                                 | تهیه شده توسط لاندن فیلمز                                                                             |
| ۴ فوریه ۱۹۳۸    | گلدوین فولیز                                          | فقط توزیع; تهیه شده توسط Samuel Goldwyn Productions                                                   |
| ۱۱ فوریه ۱۹۳۸   | ماجراهای تام سایر                                     | فقط توزیع; تهیه شده توسط Selznick International Pictures                                              |
| ۱۸ مارس ۱۹۳۸    | Gaiety Girls                                          | تهیه شده توسط لاندن فیلمز                                                                             |
| ۱۰ آوریل ۱۹۳۸   | Return of the Scarlet Pimpernel                       | تهیه شده توسط لاندن فیلمز                                                                             |
| ۱۵ آوریل ۱۹۳۸   | ماجراهای مارکو پولو                                   | فقط توزیع; تهیه شده توسط Samuel Goldwyn Productions                                                   |
| ۲۵ آوریل ۱۹۳۸   | Troopship                                             | تهیه شده توسط لاندن فیلمز                                                                             |
| ۹ مه ۱۹۳۸       | Moonlight Sonata                                      | |
| ۱۷ ژوئن ۱۹۳۸    | Blockade                                              | |
| ۱ اوت ۱۹۳۸      | South Riding                                          | |
| ۵ اوت ۱۹۳۸      | الجزایر                                               | فقط توزیع; تهیه شده توسط والتر وانگر Productions                                                      |
| ۷ اوت ۱۹۳۸      | Vogues of 1938                                        | |
| ۹ سپتامبر ۱۹۳۸  | Dreamers of Glory                                     | |
| ۲۹ سپتامبر ۱۹۳۸ | طبل                                                   | تهیه شده توسط الکساندر کوردا                                                                          |
| ۱۴ اکتبر ۱۹۳۸   | There Goes My Heart                                   | |
| ۳ نوامبر ۱۹۳۸   | The Young in Heart                                    | فقط توزیع; تهیه شده توسط Selznick International Pictures                                              |
| ۱۷ نوامبر ۱۹۳۸  | The Cowboy and the Lady                               | فقط توزیع; تهیه شده توسط Samuel Goldwyn Productions                                                   |
| ۲۸ دسامبر ۱۹۳۸  | باد بسامان                                            | |
| ۲۹ دسامبر ۱۹۳۸  | The Duke of West Point                                | تهیه شده توسط ادوارد اسمال                                                                            |
| ۱۲ ژانویه ۱۹۳۹  | Topper Takes a Trip                                   | تهیه شده توسط هال روچ                                                                                 |
| ۱۰ فوریه ۱۹۳۹   | Made for Each Other                                   | فقط توزیع; تهیه شده توسط Selznick International Pictures                                              |
| ۱۷ فوریه ۱۹۳۹   | King of the Turf                                      | تهیه شده توسط ادوارد اسمال                                                                            |
| ۲ مارس ۱۹۳۹     | دلیجان                                                | فقط توزیع; تهیه شده توسط والتر وانگر Productions نامزد of the Academy Award for Best Picture.         |
| ۷ آوریل ۱۹۳۹    | بلندی‌های بادگیر                                       | فقط توزیع; تهیه شده توسط Samuel Goldwyn Productions نامزد of the Academy Award for Best Picture.      |
| ۹ آوریل ۱۹۳۹    | Prison Without Bars                                   | تهیه شده توسط لاندن فیلمز                                                                             |
| ۲۱ آوریل ۱۹۳۹   | زنوبیا                                                | تهیه شده توسط هال روچ                                                                                 |
| ۲۶ مه ۱۹۳۹      | Captain Fury                                          | تهیه شده توسط هال روچ                                                                                 |
| ۱۳ ژوئیه ۱۹۳۹   | مردی با نقاب آهنین                                    | تهیه شده توسط ادوارد اسمال                                                                            |
| ۲۸ ژوئیه ۱۹۳۹   | Winter Carnival                                       | |
| ۳ اوت ۱۹۳۹      | چهار پر                                               | تهیه شده توسط لاندن فیلمز                                                                             |
| ۱۸ اوت ۱۹۳۹     | They Shall Have Music                                 | فقط توزیع; تهیه شده توسط Samuel Goldwyn Productions                                                   |
| ۲۲ سپتامبر ۱۹۳۹ | Intermezzo                                            | فقط توزیع; تهیه شده توسط Selznick International Pictures                                              |
| ۲۹ سپتامبر ۱۹۳۹ | The Real Glory                                        | فقط توزیع; تهیه شده توسط ساموئل گلدوین پروداکشنز                                                      |
| ۷ اکتبر ۱۹۳۹    | Eternally Yours                                       | |
| ۲۶ اکتبر ۱۹۳۹   | دختر خانه‌دار                                          | |
| ۲۲ دسامبر ۱۹۳۹  | Slightly Honorable                                    | |
| ۲۹ دسامبر ۱۹۳۹  | رافلز                                                 | فقط توزیع; تهیه شده توسط Samuel Goldwyn Productions                                                   |
| ۳۰ دسامبر ۱۹۳۹  | موش‌ها و آدم‌ها                                         | نامزد of the Academy Award for Best Picture.                                                          |

## دهه ۱۹۴۰
| تاریخ انتشار    | فیلم                           | توضیحات                                                                                               |
| --------------- | ------------------------------ | --- |
| ۱۹ ژانویه ۱۹۴۰  | The Lion Has Wings             | تهیه شده توسط لاندن فیلمز                                                                             |
| ۱۶ فوریه ۱۹۴۰   | ساده‌لوح در آکسفورد             | تهیه شده توسط هال روچ                                                                                 |
| ۱ مارس ۱۹۴۰     | The House Across the Bay       | |
| ۲۲ مارس ۱۹۴۰    | پسرم، پسرم!                    | فقط توزیع تهیه شده توسط ادوارد اسمال                                                                  |
| ۲۹ مارس ۱۹۴۰    | Over the Moon                  | تهیه شده توسط لاندن فیلمز                                                                             |
| ۵ آوریل ۱۹۴۰    | One Million B.C.               | تهیه شده توسط هال روچ                                                                                 |
| ۱۲ آوریل ۱۹۴۰   | ربه‌کا                          | Winner of the جایزه اسکار بهترین فیلم. فقط توزیع; تهیه شده توسط Selznick International Pictures       |
| ۳ مه ۱۹۴۰       | نخاله‌ها در دریا                | تهیه شده توسط هال روچ                                                                                 |
| ۱۷ مه ۱۹۴۰      | Turnabout                      | تهیه شده توسط هال روچ                                                                                 |
| ۲۰ مه ۱۹۴۰      | Conquest of the Air            | تهیه شده توسط لاندن فیلمز                                                                             |
| ۲۴ مه ۱۹۴۰      | شهر ما                         | فقط توزیع; تهیه شده توسط سول لسر                                                                      |
| ۱۹ ژوئیه ۱۹۴۰   | South of Pago Pago             | تهیه شده توسط ادوارد اسمال. فقط توزیع                                                                 |
| ۹ اوت ۱۹۴۰      | Captain Caution                | تهیه شده توسط هال روچ                                                                                 |
| ۱۶ اوت ۱۹۴۰     | خبرنگار خارجی                  | distributor only; تهیه شده توسط والتر وانگر نامزد of the Academy Award for Best Picture.              |
| ۳۰ اوت ۱۹۴۰     | کیت کارسون                     | تهیه شده توسط ادوارد اسمال، فقط توزیع                                                                 |
| ۱۳ سپتامبر ۱۹۴۰ | Pastor Hall                    | |
| ۲۰ سپتامبر ۱۹۴۰ | غربی                           | فقط توزیع; تهیه شده توسط Samuel Goldwyn Productions                                                   |
| ۱۱ نوامبر ۱۹۴۰  | سفر دریایی طولانی به خانه      | distributor only; تهیه شده توسط Argosy Pictures. نامزد of the Academy Award for Best Picture.         |
| ۲۹ نوامبر ۱۹۴۰  | Contraband                     | distributor only; تهیه شده توسط British National Films Company                                        |
| ۲۵ دسامبر ۱۹۴۰  | The Thief of Bagdad            | فقط توزیع; تهیه شده توسط لاندن فیلمز                                                                  |
| ۱۰ ژانویه ۱۹۴۱  | The Son of Monte Cristo        | تهیه شده توسط ادوارد اسمال، فقط توزیع                                                                 |
| ۱۸ فوریه ۱۹۴۱   | Road Show                      | |
| ۲۱ فوریه ۱۹۴۱   | Cheers for Miss Bishop         | |
| ۲۷ فوریه ۱۹۴۱   | So Ends Our Night              | |
| ۷ مارس ۱۹۴۱     | دیکتاتور بزرگ                  | distributor only; Charles Chaplin Film Corporation نامزد of the Academy Award for Best Picture.       |
| ۲۱ مارس ۱۹۴۱    | Topper Returns                 | تهیه شده توسط هال روچ                                                                                 |
| ۳ آوریل ۱۹۴۱    | Pot o' Gold                    | فقط توزیع                                                                                             |
| ۲۰ آوریل ۱۹۴۱   | That Uncertain Feeling         | distributor only; an Ernst Lubitsch/Sol Lesser Productions                                            |
| ۳۰ آوریل ۱۹۴۱   | آن خانم همیلتون                | تهیه شده توسط Alexander Korda Films, Inc                                                              |
| ۱۴ مه ۱۹۴۱      | Major Barbara                  | distributor only; Gabriel Pascal Productions                                                          |
| ۱۳ ژوئن ۱۹۴۱    | Broadway Limited               | تهیه شده توسط هال روچ                                                                                 |
| ۲۳ ژوئن ۱۹۴۱    | Kukan                          | |
| ۴ ژوئیه ۱۹۴۱    | Sailors Three                  | |
| ۱۰ سپتامبر ۱۹۴۱ | New Wine                       | |
| ۱۲ سپتامبر ۱۹۴۱ | Tanks a Million                | تهیه شده توسط هال روچ                                                                                 |
| ۲۵ سپتامبر ۱۹۴۱ | لیدیه                          | فقط توزیع, تهیه شده توسط لاندن فیلمز                                                                  |
| ۱۶ اکتبر ۱۹۴۱   | International Lady             | تهیه شده توسط ادوارد اسمال، فقط توزیع                                                                 |
| ۱۷ اکتبر ۱۹۴۱   | آبشارهای نیاگارا               | تهیه شده توسط هال روچ                                                                                 |
| ۳۱ اکتبر ۱۹۴۱   | Sundown                        | فقط توزیع                                                                                             |
| ۳۱ اکتبر ۱۹۴۱   | All-American Co-Ed             | |
| ۱۴ نوامبر ۱۹۴۱  | Miss Polly                     | تهیه شده توسط هال روچ                                                                                 |
| ۲۸ نوامبر ۱۹۴۱  | The Corsican Brothers          | تهیه شده توسط ادوارد اسمال، فقط توزیع                                                                 |
| ۲۸ نوامبر ۱۹۴۱  | Fiesta                         | تهیه شده توسط هال روچ                                                                                 |
| ۲۵ دسامبر ۱۹۴۱  | ژست شانگهای                    | |
| ۲ ژانویه ۱۹۴۲   | Hay Foot                       | تهیه شده توسط هال روچ                                                                                 |
| ۳۱ ژانویه ۱۹۴۲  | Brooklyn Orchid                | تهیه شده توسط هال روچ                                                                                 |
| ۱۲ فوریه ۱۹۴۲   | Pimpernel Smith                | U.S. distribution by تهیه شده توسط ادوارد اسمال only; تهیه شده توسط British National Films            |
| ۶ مارس ۱۹۴۲     | بودن یا نبودن                  | distributor only; Romaine Film Corp.                                                                  |
| ۱۳ مارس ۱۹۴۲    | Dudes Are Pretty People        | تهیه شده توسط هال روچ                                                                                 |
| ۳ آوریل ۱۹۴۲    | کتاب جنگل                      | فقط توزیع; تهیه شده توسط الکساندر کوردا                                                               |
| ۱۶ آوریل ۱۹۴۲   | About Face                     | فقط توزیع; تهیه شده توسط هال روچ                                                                      |
| ۱۶ آوریل ۱۹۴۲   | A Gentleman After Dark         | |
| ۳۰ آوریل ۱۹۴۲   | Twin Beds                      | تهیه شده توسط ادوارد اسمال، فقط توزیع                                                                 |
| ۲۲ مه ۱۹۴۲      | Flying with Music              | |
| ۲۳ مه ۱۹۴۲      | Ships with Wings               | |
| ۲۹ مه ۱۹۴۲      | Miss Annie Rooney              | تهیه شده توسط ادوارد اسمال، فقط توزیع                                                                 |
| ۲۱ ژوئن ۱۹۴۲    | Friendly Enemies               | تهیه شده توسط ادوارد اسمال                                                                            |
| ۱۶ اکتبر ۱۹۴۲   | One of Our Aircraft Is Missing | U.S. فقط توزیع; British National Films production                                                     |
| ۲۲ اکتبر ۱۹۴۲   | The Devil with Hitler          | تهیه شده توسط هال روچ                                                                                 |
| ۲۳ اکتبر ۱۹۴۲   | Undercover Man                 | هوپالانگ کسیدی film تهیه شده توسط Harry Sherman                                                       |
| ۲۷ اکتبر ۱۹۴۲   | ماه و شش پشیز                  | فقط توزیع; A David L. Loew-Albert Lewin, Inc. production.                                             |
| ۳۰ اکتبر ۱۹۴۲   | I Married a Witch              | Sold to UA for release. تهیه‌کنندگی مشترک به‌همراه پارامونت پیکچرز and Cinema Guild Productions         |
| ۱۳ نوامبر ۱۹۴۲  | Silver Queen                   | |
| ۲۰ نوامبر ۱۹۴۲  | Fall In                        | تهیه شده توسط هال روچ                                                                                 |
| ۲۷ نوامبر ۱۹۴۲  | Jacare                         | |
| ۱۱ دسامبر ۱۹۴۲  | American Empire                | |
| ۱۸ دسامبر ۱۹۴۲  | Lost Canyon                    | هوپالانگ کسیدی film تهیه شده توسط Harry Sherman                                                       |
| ۲۳ دسامبر ۱۹۴۲  | جایی که خدمت می‌کنیم            | U.S. فقط توزیع; A Two Cities Films production. نامزد of the Academy Award for Best Picture.           |
| ۳۱ دسامبر ۱۹۴۲  | The McGuerins from Brooklyn    | |
| ۱۵ ژانویه ۱۹۴۳  | The Powers Girl                | |
| ۲۲ ژانویه ۱۹۴۳  | The Crystal Ball               | تهیه‌کنندگی مشترک به‌همراه Paramount Pictures                                                           |
| ۲۹ ژانویه ۱۹۴۳  | Calaboose                      | |
| ۵ فوریه ۱۹۴۳    | Young and Willing              | فقط توزیع                                                                                             |
| ۵ فوریه ۱۹۴۳    | یاغی                           | Howard Hughes Productions; فقط توزیع                                                                  |
| ۱۲ مارس ۱۹۴۳    | Hoppy Serves a Writ            | هوپالانگ کسیدی film تهیه شده توسط Harry Sherman                                                       |
| ۲ آوریل ۱۹۴۳    | Border Patrol                  | هوپالانگ کسیدی film تهیه شده توسط Harry Sherman                                                       |
| ۱۵ آوریل ۱۹۴۳   | جلادان هم می‌میرند              | |
| ۱۶ آوریل ۱۹۴۳   | Taxi, Mister                   | تهیه شده توسط هال روچ                                                                                 |
| ۱ مه ۱۹۴۳       | Lady of Burlesque              | |
| ۱۴ مه ۱۹۴۳      | Buckskin Frontier              | |
| ۲۱ مه ۱۹۴۳      | Prairie Chickens               | تهیه شده توسط هال روچ                                                                                 |
| ۲۸ مه ۱۹۴۳      | The Leather Burners            | هوپالانگ کسیدی film تهیه شده توسط Harry Sherman                                                       |
| ۲۸ مه ۱۹۴۳      | Nazty Nuisance                 | تهیه شده توسط هال روچ                                                                                 |
| ۱۸ ژوئن ۱۹۴۳    | Colt Comrades                  | هوپالانگ کسیدی film تهیه شده توسط Harry Sherman                                                       |
| ۲۴ ژوئن ۱۹۴۳    | Stage Door Canteen             | Principal Artists Productions; فقط توزیع                                                              |
| ۲۹ ژوئن ۱۹۴۳    | Yanks Ahoy                     | تهیه شده توسط هال روچ                                                                                 |
| ۱۱ ژوئیه ۱۹۴۳   | The Foreman Went to France     | |
| ۱۷ ژوئیه ۱۹۴۳   | Victory Through Air Power      | فقط توزیع; تهیه شده توسط شرکت والت دیزنی                                                              |
| ۲ اوت ۱۹۴۳      | Hi Diddle Diddle               | |
| ۳ سپتامبر ۱۹۴۳  | Johnny Come Lately             | فقط توزیع; تهیه شده توسط William Cagney Productions                                                   |
| ۱۰ سپتامبر ۱۹۴۳ | The Kansan                     | |
| ۱ اکتبر ۱۹۴۳    | Bar 20                         | هوپالانگ کسیدی film تهیه شده توسط Harry Sherman                                                       |
| ۵ نوامبر ۱۹۴۳   | False Colors                   | هوپالانگ کسیدی film تهیه شده توسط Harry Sherman                                                       |
| ۳ دسامبر ۱۹۴۳   | Riders of the Deadline         | هوپالانگ کسیدی film تهیه شده توسط Harry Sherman                                                       |
| ۲۴ دسامبر ۱۹۴۳  | جک لندن                        | |
| ۳۰ دسامبر ۱۹۴۳  | Three Russian Girls            | |
| ۳۱ دسامبر ۱۹۴۳  | زن شهر                         | |
| ۸ فوریه ۱۹۴۴    | Texas Masquerade               | هوپالانگ کسیدی film تهیه شده توسط Harry Sherman                                                       |
| ۱۱ فوریه ۱۹۴۴   | پل سن لوئیس ری                 | تهیه شده توسط Benedict Bogeaus                                                                        |
| ۳ مارس ۱۹۴۴     | Voice in the Wind              | |
| ۱۷ مارس ۱۹۴۴    | Knickerbocker Holiday          | |
| ۷ آوریل ۱۹۴۴    | Up in Mabel's Room             | تهیه شده توسط ادوارد اسمال                                                                            |
| ۲۸ آوریل ۱۹۴۴   | چوب‌بر                          | هوپالانگ کسیدی film تهیه شده توسط Harry Sherman                                                       |
| ۲۸ مه ۱۹۴۴      | It Happened Tomorrow           | فقط توزیع                                                                                             |
| ۳۱ مه ۱۹۴۴      | Mystery Man                    | هوپالانگ کسیدی film تهیه شده توسط Harry Sherman, فقط توزیع                                            |
| ۲۱ ژوئن ۱۹۴۴    | Song of the Open Road          | |
| ۲۳ ژوئن ۱۹۴۴    | Forty Thieves                  | هوپالانگ کسیدی film تهیه شده توسط Harry Sherman                                                       |
| ۳۰ ژوئن ۱۹۴۴    | Sensations of 1945             | |
| ۲ ژوئیه ۱۹۴۴    | نره غول پشمالو                 | |
| ۱۴ ژوئیه ۱۹۴۴   | توفان تابستانی                 | فقط توزیع                                                                                             |
| ۲۰ ژوئیه ۱۹۴۴   | از وقتی تو رفتی                | نامزد of the Academy Award for Best Picture. فقط توزیع; تهیه شده توسط Selznick International Pictures |
| ۴ اوت ۱۹۴۴      | Abroad with Two Yanks          | فقط توزیع; تهیه شده توسط ادوارد اسمال Productions                                                     |
| ۲۱ نوامبر ۱۹۴۴  | Dark Waters                    | تهیه شده توسط Benedict Bogeaus                                                                        |
| ۲۳ نوامبر ۱۹۴۴  | Three Is a Family              | |
| ۸ دسامبر ۱۹۴۴   | Guest in the House             | |
| ۲۹ دسامبر ۱۹۴۴  | فردا، دنیا!                    | |
| ۵ ژانویه ۱۹۴۵   | من تو را می‌بینم                | فقط توزیع; تهیه شده توسط Selznick International Pictures                                              |
| ۶ ژانویه ۱۹۴۵   | Mr. Emmanuel                   | |
| ۳۱ مارس ۱۹۴۵    | Delightfully Dangerous         | |
| ۷ آوریل ۱۹۴۵    | Brewster's Millions            | تهیه شده توسط ادوارد اسمال                                                                            |
| ۲۱ آوریل ۱۹۴۵   | It's in the Bag!               | فقط توزیع; تهیه شده توسط Manhattan Productions                                                        |
| ۲۶ آوریل ۱۹۴۵   | خون بر خورشید                  | |
| ۳۰ آوریل ۱۹۴۵   | جنوبی                          | |
| ۴ مه ۱۹۴۵       | زندگی و مرگ کلنل بلیمپ         | فقط توزیع; تهیه شده توسط پاول و پرسبرگر                                                               |
| ۲۵ مه ۱۹۴۵      | The Great John L.              | |
| ۲۲ ژوئن ۱۹۴۵    | Bedside Manner                 | |
| ۱۳ ژوئیه ۱۹۴۵   | سرگذشت سرباز جو                | |
| ۲۷ ژوئیه ۱۹۴۵   | همسر                           | فقط توزیع; تهیه شده توسط Greentree Productions                                                        |
| ۳ اکتبر ۱۹۴۵    | Blithe Spirit                  | فقط توزیع; تهیه شده توسط Two Cities Films                                                             |
| ۱۲ اکتبر ۱۹۴۵   | Love on the Dole               | فقط توزیع; تهیه شده توسط British National Films                                                       |
| ۱۷ اکتبر ۱۹۴۵   | Paris Underground              | |
| ۳۱ اکتبر ۱۹۴۵   | طلسم‌شده                        | نامزد of the Academy Award for Best Picture. فقط توزیع; تهیه شده توسط Selznick International Pictures |
| ۱۵ نوامبر ۱۹۴۵  | The Way to the Stars           | فقط توزیع; تهیه شده توسط Two Cities Films                                                             |
| ۲۲ نوامبر ۱۹۴۵  | Captain Kidd                   | تهیه شده توسط Benedict Bogeaus, فقط توزیع                                                             |
| ۳۰ نوامبر ۱۹۴۵  | Getting Gertie's Garter        | فقط توزیع; تهیه شده توسط ادوارد اسمال Productions                                                     |
| ۱۱ ژانویه ۱۹۴۶  | Abilene Town                   | فقط توزیع; تهیه شده توسط Guild Productions                                                            |
| ۲۵ ژانویه ۱۹۴۶  | Whistle Stop                   | فقط توزیع                                                                                             |
| ۱۵ فوریه ۱۹۴۶   | The Diary of a Chambermaid     | تهیه شده توسط Benedict Bogeaus, فقط توزیع                                                             |
| ۲۶ فوریه ۱۹۴۶   | Breakfast in Hollywood         | |
| ۱ مارس ۱۹۴۶     | بیوه جوان                      | |
| ۱۰ مه ۱۹۴۶      | یک شب در کازابلانکا            | |
| ۱۷ ژوئن ۱۹۴۶    | هنری پنجم                      | نامزد of the Academy Award for Best Picture; فقط توزیع; تهیه شده توسط Two Cities Films.               |
| ۱۹ ژوئیه ۱۹۴۶   | یک رسوایی در پاریس             | |
| ۲ اوت ۱۹۴۶      | Mr. Ace                        | تهیه شده توسط Benedict Bogeaus                                                                        |
| ۶ سپتامبر ۱۹۴۶  | The Bachelor's Daughters       | |
| ۶ سپتامبر ۱۹۴۶  | سزار و کلئوپاترا               | US فقط توزیع; تهیه شده توسط Eagle-Lion Films                                                          |
| ۲۰ سپتامبر ۱۹۴۶ | Angel on My Shoulder           | |
| ۲۰ اکتبر ۱۹۴۶   | Little Iodine                  | |
| ۲۵ اکتبر ۱۹۴۶   | The Strange Woman              | فقط توزیع                                                                                             |
| ۱۵ نوامبر ۱۹۴۶  | The Devil's Playground         | هوپالانگ کسیدی film تهیه شده توسط William Boyd                                                        |
| ۱۷ نوامبر ۱۹۴۶  | The Chase                      | فقط توزیع                                                                                             |
| ۱۳ دسامبر ۱۹۴۶  | Susie Steps Out                | |
| ۲۷ دسامبر ۱۹۴۶  | Abie's Irish Rose              | فقط توزیع; تهیه شده توسط بینگ کرازبی                                                                  |
| ۳۱ ژانویه ۱۹۴۷  | پیریت                          | هوپالانگ کسیدی film تهیه شده توسط William Boyd                                                        |
| ۲۱ فوریه ۱۹۴۷   | The Fabulous Dorseys           | |
| ۲۸ فوریه ۱۹۴۷   | Carnegie Hall                  | |
| ۱۶ مارس ۱۹۴۷    | خانه قرمز                      | فقط توزیع                                                                                             |
| ۲۸ مارس ۱۹۴۷    | Unexpected Guest               | هوپالانگ کسیدی film تهیه شده توسط William Boyd                                                        |
| ۴ آوریل ۱۹۴۷    | The Sin of Harold Diddlebock   | |
| ۱۱ آوریل ۱۹۴۷   | موسیو وردو                     | |
| ۱۸ آوریل ۱۹۴۷   | نیواورلئان                     | |
| ۲۰ آوریل ۱۹۴۷   | ماجرای ماکومبر                 | تهیه شده توسط Benedict Bogeaus                                                                        |
| ۲۵ آوریل ۱۹۴۷   | The Private Affairs of Bel Ami | |
| ۲ مه ۱۹۴۷       | Ramrod                         | فقط توزیع; تهیه شده توسط The Enterprise Studios                                                       |
| ۹ مه ۱۹۴۷       | The Adventures of Don Coyote   | تهیه شده توسط مری پیکفورد                                                                             |
| ۱۴ مه ۱۹۴۷      | The Other Love                 | فقط توزیع; تهیه شده توسط The Enterprise Studios                                                       |
| ۱۵ مه ۱۹۴۷      | Fun on a Weekend               | فقط توزیع                                                                                             |
| ۱۶ مه ۱۹۴۷      | Dishonored Lady                | فقط توزیع                                                                                             |
| ۲۳ مه ۱۹۴۷      | Dangerous Venture              | |
| ۳۰ مه ۱۹۴۷      | Copacabana                     | فقط توزیع; تهیه شده توسط Beacon Productions                                                           |
| ۲۱ ژوئن ۱۹۴۷    | Stork Bites Man                | |
| ۱ ژوئیه ۱۹۴۷    | The Marauders                  | هوپالانگ کسیدی film تهیه شده توسط William Boyd                                                        |
| ۱۸ ژوئیه ۱۹۴۷   | Hoppy's Holiday                | هوپالانگ کسیدی film تهیه شده توسط William Boyd                                                        |
| ۲۳ اوت ۱۹۴۷     | Curley                         | تهیه شده توسط هال روچ                                                                                 |
| ۲۹ اوت ۱۹۴۷     | The Hal Roach Comedy Carnival  | تهیه شده توسط هال روچ                                                                                 |
| ۳۰ اوت ۱۹۴۷     | The Roosevelt Story            | |
| ۵ سپتامبر ۱۹۴۷  | Lured                          | فقط توزیع                                                                                             |
| ۱۲ سپتامبر ۱۹۴۷ | Heaven Only Knows              | |
| ۷ اکتبر ۱۹۴۷    | The Fabulous Joe               | |
| ۱۵ اکتبر ۱۹۴۷   | Intrigue                       | |
| ۳۱ اکتبر ۱۹۴۷   | شب کریسمس                      | تهیه شده توسط Benedict Bogeaus                                                                        |
| ۹ نوامبر ۱۹۴۷   | جسم و روح                      | فقط توزیع; تهیه شده توسط The Enterprise Studios                                                       |
| ۳۱ دسامبر ۱۹۴۷  | قضیه پاراداین                  | فقط توزیع; تهیه شده توسط Vanguard Films (Selznick)                                                    |
| ژانویه ۱۹۴۸     | Fanny by Gaslight              | |
| ۳ فوریه ۱۹۴۸    | On Our Merry Way               | تهیه شده توسط Benedict Bogeaus, فقط توزیع                                                             |
| ۶ مارس ۱۹۴۸     | طاق نصرت                       | فقط توزیع; تهیه شده توسط The Enterprise Studios                                                       |
| ۱۴ مارس ۱۹۴۸    | The Angry God                  | |
| ۱۵ مارس ۱۹۴۸    | Here Comes Trouble             | |
| ۱۶ مارس ۱۹۴۸    | Sleep, My Love                 | فقط توزیع                                                                                             |
| ۱۹ مارس ۱۹۴۸    | Silent Conflict                | هوپالانگ کسیدی film تهیه شده توسط William Boyd                                                        |
| ۹ آوریل ۱۹۴۸    | Who Killed Doc Robbin          | تهیه شده توسط هال روچ                                                                                 |
| ۳۰ آوریل ۱۹۴۸   | The Dead Don't Dream           | هوپالانگ کسیدی film تهیه شده توسط William Boyd                                                        |
| ۱۱ ژوئن ۱۹۴۸    | Sinister Journey               | هوپالانگ کسیدی film تهیه شده توسط William Boyd                                                        |
| ژوئن ۱۹۴۸       | So This Is New York            | فقط توزیع; تهیه شده توسط The Enterprise Studios                                                       |
| ۱۶ ژوئیه ۱۹۴۸   | Texas, Brooklyn & Heaven       | |
| ۲۱ ژوئیه ۱۹۴۸   | The Vicious Circle             | |
| ۲۳ ژوئیه ۱۹۴۸   | Borrowed Trouble               | هوپالانگ کسیدی film تهیه شده توسط William Boyd                                                        |
| ۳ اوت ۱۹۴۸      | Four Faces West                | فقط توزیع; تهیه شده توسط The Enterprise Studios                                                       |
| ۲۴ اوت ۱۹۴۸     | Pitfall                        | فقط توزیع                                                                                             |
| ۳ سپتامبر ۱۹۴۸  | The Time of Your Life          | |
| ۱۰ سپتامبر ۱۹۴۸ | False Paradise                 | هوپالانگ کسیدی film تهیه شده توسط William Boyd                                                        |
| ۱۷ سپتامبر ۱۹۴۸ | رودخانه سرخ                    | فقط توزیع; تهیه شده توسط Monterey Productions                                                         |
| ۲۴ سپتامبر ۱۹۴۸ | Urubu                          | |
| ۸ اکتبر ۱۹۴۸    | Strange Gamble                 | هوپالانگ کسیدی film تهیه شده توسط William Boyd                                                        |
| ۱۵ اکتبر ۱۹۴۸   | An Innocent Affair             | |
| ۵ نوامبر ۱۹۴۸   | My Dear Secretary              | |
| ۱۹ نوامبر ۱۹۴۸  | High Fury                      | |
| ۱۵ دسامبر ۱۹۴۸  | The Valiant Hombre             | |
| ژانویه ۱۹۴۹     | Siren of Atlantis              | |
| ۲۵ فوریه ۱۹۴۹   | Cover Up                       | فقط توزیع                                                                                             |
| ۱۱ مارس ۱۹۴۹    | Jigsaw                         | فقط توزیع                                                                                             |
| ۱ آوریل ۱۹۴۹    | Impact                         | فقط توزیع                                                                                             |
| ۲۲ آوریل ۱۹۴۹   | The Crooked Way                | تهیه شده توسط Benedict Bogeaus, فقط توزیع                                                             |
| ۲ مه ۱۹۴۹       | Outpost in Morocco             | |
| ۱۲ مه ۱۹۴۹      | Home of the Brave              | تهیه شده توسط استنلی کریمر                                                                            |
| ۱۳ مه ۱۹۴۹      | The Gay Amigo                  | |
| ۲۰ مه ۱۹۴۹      | قهرمان                         | تهیه شده توسط استنلی کریمر، فقط توزیع                                                                 |
| ۲۶ مه ۱۹۴۹      | The Lucky Stiff                | |
| ۲۷ مه ۱۹۴۹      | Africa Screams                 | فقط توزیع                                                                                             |
| ۱۴ ژوئن ۱۹۴۹    | The Daring Caballero           | |
| ۱۳ اوت ۱۹۴۹     | Too Late for Tears             | فقط توزیع                                                                                             |
| ۱۹ اوت ۱۹۴۹     | جادوی سیاه                     | تهیه شده توسط ادوارد اسمال                                                                            |
| ۳۰ سپتامبر ۱۹۴۹ | Red Light                      | فقط توزیع; تهیه‌کنندگی مشترک به‌همراه Roy Del Ruth Productions                                          |
| ۵ اکتبر ۱۹۴۹    | Under the Sun of Rome          | |
| ۷ اکتبر ۱۹۴۹    | Satan's Cradle                 | |
| ۲۶ اکتبر ۱۹۴۹   | Without Honor                  | |
| ۲۶ اکتبر ۱۹۴۹   | Just a Big Simple Life         | |
| ۴ نوامبر ۱۹۴۹   | The Big Wheel                  | |
| ۸ نوامبر ۱۹۴۹   | The Great Dan Patch            | |
| ۱۸ نوامبر ۱۹۴۹  | Johnny Holiday                 | |
| ۲۵ نوامبر ۱۹۴۹  | A Kiss for Corliss             | |
| ۲۳ دسامبر ۱۹۴۹  | Mrs. Mike                      | |

## دهه ۱۹۵۰
| تاریخ انتشار    | فیلم                                      | توضیحات                                                                                       |
| --------------- | ----------------------------------------- | --------------------------------------------------------------------------------------------- |
| ۶ ژانویه ۱۹۵۰   | Davy Crockett, Indian Scout               | تهیه شده توسط ادوارد اسمال                                                                    |
| ۲۰ ژانویه ۱۹۵۰  | دیوانه تفنگ                               | فقط توزیع; تهیه‌کنندگی مشترک به‌همراه King Brothers Productions                                 |
| ۲۴ فوریه ۱۹۵۰   | The Girl from San Lorenzo                 |                                                                                               |
| ۳ مارس ۱۹۵۰     | عاشق‌پیشه                                  |                                                                                               |
| ۱۰ مارس ۱۹۵۰    | تهران                                     |                                                                                               |
| ۱۰ مارس ۱۹۵۰    | The Great Plane Robbery                   |                                                                                               |
| ۲۴ مارس ۱۹۵۰    | Quicksand                                 | فقط توزیع                                                                                     |
| ۲۱ آوریل ۱۹۵۰   | دی او ای                                  | فقط توزیع                                                                                     |
| ۵ مه ۱۹۵۰       | Johnny One-Eye                            | تهیه شده توسط Benedict Bogeaus                                                                |
| ۱۱ مه ۱۹۵۰      | Champagne for Caesar                      |                                                                                               |
| ۲۰ مه ۱۹۵۰      | So Young, So Bad                          |                                                                                               |
| ۱۶ ژوئن ۱۹۵۰    | The Iroquois Trail                        | تهیه شده توسط ادوارد اسمال                                                                    |
| ۳۰ ژوئن ۱۹۵۰    | If This Be Sin                            | لاندن فیلمز (UK); US فقط توزیع                                                                |
| ۷ ژوئیه ۱۹۵۰    | The Second Woman                          | فقط توزیع                                                                                     |
| ۷ ژوئیه ۱۹۵۰    | Once a Thief                              |                                                                                               |
| ۲۰ ژوئیه ۱۹۵۰   | مردان                                     | تهیه شده توسط استنلی کریمر                                                                    |
| ۲۶ ژوئیه ۱۹۵۰   | The Underworld Story                      | فقط توزیع; تهیه‌کنندگی مشترک به‌همراه FilmCraft Productions                                     |
| ۴ اوت ۱۹۵۰      | The Admiral Was a Lady                    | فقط توزیع; تهیه شده توسط Roxbury Productions                                                  |
| ۲۲ اکتبر ۱۹۵۰   | The Kangaroo Kid                          |                                                                                               |
| ۱۶ نوامبر ۱۹۵۰  | سیرانو دو برژراک                          | تهیه شده توسط استنلی کریمر                                                                    |
| ۱۲ دسامبر ۱۹۵۰  | The Sound of Fury                         |                                                                                               |
| ۱۹۵۱            | رگبار                                     |                                                                                               |
| ۸ فوریه ۱۹۵۱    | They Were Not Divided                     |                                                                                               |
| ۸ مارس ۱۹۵۱     | سه شوهر                                   |                                                                                               |
| ۲۹ مارس ۱۹۵۱    | So Long at the Fair                       |                                                                                               |
| ۶ آوریل ۱۹۵۱    | شال                                       |                                                                                               |
| ۱۷ آوریل ۱۹۵۱   | Circle of Danger                          |                                                                                               |
| ۲۰ آوریل ۱۹۵۱   | When I Grow Up                            |                                                                                               |
| ۲۷ آوریل ۱۹۵۱   | The First Legion                          |                                                                                               |
| ۲۷ آوریل ۱۹۵۱   | The Man from Planet X                     |                                                                                               |
| ۳۰ آوریل ۱۹۵۱   | Skipalong Rosenbloom                      |                                                                                               |
| ۹ مه ۱۹۵۱       | The Long Dark Hall                        |                                                                                               |
| ۱۸ مه ۱۹۵۱      | نیومکزیکو                                 |                                                                                               |
| ۱۱ ژوئن ۱۹۵۱    | چهار نفر در یک جیپ                        |                                                                                               |
| ۱۴ ژوئن ۱۹۵۱    | The Man with My Face                      | فقط توزیع                                                                                     |
| ۲۸ ژوئن ۱۹۵۱    | Three Steps North                         |                                                                                               |
| ۱ ژوئیه ۱۹۵۱    | The Prowler                               | فقط توزیع                                                                                     |
| ۷ ژوئیه ۱۹۵۱    | ملکه برای یک روز                          |                                                                                               |
| ۱۳ ژوئیه ۱۹۵۱   | He Ran All the Way                        | فقط توزیع                                                                                     |
| ۳۰ ژوئیه ۱۹۵۱   | الیور توئیست                              | فقط توزیع; تهیه شده توسط Cineguild; first released in the UK in 1948.                         |
| ژوئیه ۱۹۵۱      | Two Gals and a Guy                        | تهیه شده توسط Weisner Brothers for Eagle-Lion Films.                                          |
| ۱۰ اوت ۱۹۵۱     | Pardon My French                          |                                                                                               |
| ۲۴ اوت ۱۹۵۱     | St. Benny the Dip                         | فقط توزیع                                                                                     |
| ۵ سپتامبر ۱۹۵۱  | Wicked City                               |                                                                                               |
| ۹ سپتامبر ۱۹۵۱  | Gold Raiders                              |                                                                                               |
| ۱۸ سپتامبر ۱۹۵۱ | Mr. Peek-a-Boo                            |                                                                                               |
| ۲۱ سپتامبر ۱۹۵۱ | Mister Drake's Duck                       |                                                                                               |
| ۲۴ سپتامبر ۱۹۵۱ | چاه                                       |                                                                                               |
| ۹ اکتبر ۱۹۵۱    | Fort Defiance                             |                                                                                               |
| ۱۶ اکتبر ۱۹۵۱   | رود                                       | فقط توزیع; تهیه شده توسط Oriental International Films                                         |
| ۲ نوامبر ۱۹۵۱   | Tom Brown's Schooldays                    | فقط توزیع; تهیه شده توسط Talisman Productions (UK)                                            |
| ۱۳ نوامبر ۱۹۵۱  | The Big Night                             |                                                                                               |
| ۲ دسامبر ۱۹۵۱   | Scrooge                                   | US فقط توزیع                                                                                  |
| ۳۱ دسامبر ۱۹۵۱  | Hotel Sahara                              |                                                                                               |
| ۶ ژانویه ۱۹۵۲   | Another Man's Poison                      |                                                                                               |
| ۶ ژانویه ۱۹۵۲   | The Lady Says No                          |                                                                                               |
| ۱۱ ژانویه ۱۹۵۲  | Chicago Calling                           |                                                                                               |
| ۱۵ ژانویه ۱۹۵۲  | A Tale of Five Cities                     |                                                                                               |
| ۳۱ ژانویه ۱۹۵۲  | The Green Glove                           | فقط توزیع                                                                                     |
| ۵ فوریه ۱۹۵۲    | The Late Edwina Black                     | فقط توزیع; تهیه شده توسط Romulus Films                                                        |
| ۸ فوریه ۱۹۵۲    | Buffalo Bill in Tomahawk Territory        |                                                                                               |
| ۲۰ فوریه ۱۹۵۲   | ملکه آفریقایی                             | فقط توزیع; تهیه شده توسط Horizon Pictures and Romulus Films                                   |
| ۲۲ فوریه ۱۹۵۲   | One Big Affair                            |                                                                                               |
| ۲۸ فوریه ۱۹۵۲   | Royal Journey                             |                                                                                               |
| ۱۹ مارس ۱۹۵۲    | Mutiny                                    | فقط توزیع                                                                                     |
| ۲۶ مارس ۱۹۵۲    | شهر در اسارت                              | فقط توزیع                                                                                     |
| ۲۸ مارس ۱۹۵۲    | Strange World                             |                                                                                               |
| ۸ مه ۱۹۵۲       | Without Warning!                          | فقط توزیع                                                                                     |
| ۱۵ مه ۱۹۵۲      | Red Planet Mars                           |                                                                                               |
| ۱۹ مه ۱۹۵۲      | The Singing Princess                      | فقط توزیع                                                                                     |
| ۲۳ مه ۱۹۵۲      | مشت‌زن                                     |                                                                                               |
| ۲۰ ژوئن ۱۹۵۲    | Confidence Girl                           | فقط توزیع                                                                                     |
| ۳۰ ژوئیه ۱۹۵۲   | نیمروز                                    | فقط توزیع; Stanley Kramer Productions.                                                        |
| ۲ اوت ۱۹۵۲      | Actor's and Sin                           |                                                                                               |
| ۴ اوت ۱۹۵۲      | Saturday Island                           |                                                                                               |
| ۱۲ اوت ۱۹۵۲     | Park Row                                  |                                                                                               |
| ۱۲ سپتامبر ۱۹۵۲ | Untamed Women                             |                                                                                               |
| ۲۶ سپتامبر ۱۹۵۲ | رینگ                                      |                                                                                               |
| ۱۵ اکتبر ۱۹۵۲   | دزد                                       |                                                                                               |
| ۲۳ اکتبر ۱۹۵۲   | روشنی‌های صحنه                             | فقط توزیع; Celebrated Productions                                                             |
| ۱۱ نوامبر ۱۹۵۲  | Kansas City Confidential                  | تهیه شده توسط ادوارد اسمال، فقط توزیع                                                         |
| ۳۰ نوامبر ۱۹۵۲  | Bwana Devil                               | First 3-D feature film                                                                        |
| ۴ دسامبر ۱۹۵۲   | Outpost in Malaya                         |                                                                                               |
| ۷ دسامبر ۱۹۵۲   | Babes in Bagdad                           |                                                                                               |
| ۱۴ دسامبر ۱۹۵۲  | باد موسمی                                 |                                                                                               |
| ۲۳ دسامبر ۱۹۵۲  | مولن روژ                                  | فقط توزیع; تهیه شده توسط Romulus Films (UK)                                                   |
| ۱۹۵۳            | چنگیز خان                                 |                                                                                               |
| ۱ ژانویه ۱۹۵۳   | The Gay Adventure                         |                                                                                               |
| ۲۳ ژانویه ۱۹۵۳  | Guerrilla Girl                            |                                                                                               |
| ۳۰ ژانویه ۱۹۵۳  | Luxury Girls                              |                                                                                               |
| ۱۸ فوریه ۱۹۵۳   | The Magnetic Monster                      | تهیه شده توسط Ivan Tors                                                                       |
| ۲۷ فوریه ۱۹۵۳   | The Bandits of Corsica                    | تهیه شده توسط ادوارد اسمال                                                                    |
| ۲۷ مارس ۱۹۵۳    | Son of the Renegade                       |                                                                                               |
| ۲۲ آوریل ۱۹۵۳   | Venetian Bird                             |                                                                                               |
| ۲۸ آوریل ۱۹۵۳   | Mahatma Gandhi: 20th Century Prophet      |                                                                                               |
| ۸ مه ۱۹۵۳       | That Man from Tangier                     |                                                                                               |
| ۱۵ مه ۱۹۵۳      | Rough Shoot                               |                                                                                               |
| ۱۵ مه ۱۹۵۳      | Phantom from Space                        |                                                                                               |
| ۲۷ مه ۱۹۵۳      | Raiders of the Seven Seas                 | تهیه شده توسط ادوارد اسمال                                                                    |
| ۱۰ ژوئن ۱۹۵۳    | The Twonky                                |                                                                                               |
| ۱۹ ژوئن ۱۹۵۳    | The Neanderthal Man                       | تهیه شده توسط ادوارد اسمال                                                                    |
| ۲۶ ژوئن ۱۹۵۳    | The Marshal's Daughter                    |                                                                                               |
| ۸ ژوئیه ۱۹۵۳    | ماه آبی است                               |                                                                                               |
| ۱۰ ژوئیه ۱۹۵۳   | بازگشت به بهشت                            |                                                                                               |
| ۱۵ ژوئیه ۱۹۵۳   | Fort Algiers                              |                                                                                               |
| ۲۰ ژوئیه ۱۹۵۳   | آتشفشان                                   |                                                                                               |
| ۲۲ ژوئیه ۱۹۵۳   | My Heart Goes Crazy                       |                                                                                               |
| ۲۴ ژوئیه ۱۹۵۳   | Gun Belt                                  | تهیه شده توسط ادوارد اسمال                                                                    |
| ۳۱ ژوئیه ۱۹۵۳   | No Escape                                 |                                                                                               |
| ۳۱ ژوئیه ۱۹۵۳   | Vice Squad                                |                                                                                               |
| ۷ اوت ۱۹۵۳      | Melba                                     |                                                                                               |
| ۱۴ اوت ۱۹۵۳     | I, the Jury                               |                                                                                               |
| ۲۸ اوت ۱۹۵۳     | War Paint                                 | تهیه شده توسط آبری شنک                                                                        |
| ۴ سپتامبر ۱۹۵۳  | Sabre Jet                                 | تهیه شده توسط ادوارد اسمال                                                                    |
| ۱۲ سپتامبر ۱۹۵۳ | Captain Scarlett                          |                                                                                               |
| ۱۸ سپتامبر ۱۹۵۳ | The Joe Louis Story                       | فقط توزیع                                                                                     |
| ۲۵ سپتامبر ۱۹۵۳ | The Fake                                  |                                                                                               |
| ۳۰ سپتامبر ۱۹۵۳ | Donovan's Brain                           |                                                                                               |
| ۲ اکتبر ۱۹۵۳    | Mantrap                                   |                                                                                               |
| ۳ اکتبر ۱۹۵۳    | 99 River Street                           | تهیه شده توسط ادوارد اسمال، فقط توزیع                                                         |
| ۹ اکتبر ۱۹۵۳    | The Steel Lady                            | تهیه شده توسط ادوارد اسمال                                                                    |
| ۲۳ اکتبر ۱۹۵۳   | روستا                                     |                                                                                               |
| ۲۷ اکتبر ۱۹۵۳   | The Story of Gilbert and Sullivan         | لاندن فیلمز (UK); فقط توزیع                                                                   |
| ۹ نوامبر ۱۹۵۳   | Stranger on the Prowl                     |                                                                                               |
| ۱۳ نوامبر ۱۹۵۳  | Shark River                               |                                                                                               |
| ۱۸ نوامبر ۱۹۵۳  | The Man Between                           | لاندن فیلمز (UK); US فقط توزیع                                                                |
| ۲۰ نوامبر ۱۹۵۳  | Captain John Smith and Pocahontas         | تهیه شده توسط ادوارد اسمال                                                                    |
| ۲۷ نوامبر ۱۹۵۳  | Song of the Land                          |                                                                                               |
| ۲ دسامبر ۱۹۵۳   | Yesterday and Today                       |                                                                                               |
| ۹ دسامبر ۱۹۵۳   | The Conquest of Everest                   | Group 3/British Lion; US فقط توزیع                                                            |
| ۹ دسامبر ۱۹۵۳   | Wicked Woman                              | تهیه شده توسط ادوارد اسمال                                                                    |
| ۱۶ دسامبر ۱۹۵۳  | Die Jungfrau auf dem Dach                 | German language version of The Moon Is Blue                                                   |
| ۱۷ دسامبر ۱۹۵۳  | Act of Love                               | فقط توزیع; تهیه شده توسط Benagoss Productions                                                 |
| ۱۴ ژانویه ۱۹۵۴  | Riders to the Stars                       | تهیه شده توسط Ivan Tors                                                                       |
| ۱۵ ژانویه ۱۹۵۴  | Personal Affair                           |                                                                                               |
| ۲۷ ژانویه ۱۹۵۴  | Go, Man, Go!                              |                                                                                               |
| ۵ فوریه ۱۹۵۴    | استحکامات ساحلی                           | تهیه شده توسط آبری شنک                                                                        |
| ۱۰ فوریه ۱۹۵۴   | Dragon's Gold                             |                                                                                               |
| ۲۲ فوریه ۱۹۵۴   | Top Banana                                |                                                                                               |
| ۲۷ فوریه ۱۹۵۴   | Overland Pacific                          | تهیه شده توسط ادوارد اسمال                                                                    |
| ۱ مارس ۱۹۵۴     | The Scarlet Spear                         |                                                                                               |
| ۱ مارس ۱۹۵۴     | South of Algiers                          |                                                                                               |
| ۲ مارس ۱۹۵۴     | A Queen's World Tour                      |                                                                                               |
| ۳ مارس ۱۹۵۴     | هایدی                                     |                                                                                               |
| ۱۲ مارس ۱۹۵۴    | شیطان را بران                             | فقط توزیع; تهیه‌کنندگی مشترک به‌همراه Romulus Films, Dear Film and Santana Pictures Corporation |
| ۱ آوریل ۱۹۵۴    | Southwest Passage                         | تهیه شده توسط ادوارد اسمال                                                                    |
| ۱۵ آوریل ۱۹۵۴   | Witness to Murder                         |                                                                                               |
| ۲۵ آوریل ۱۹۵۴   | The Lone Gun                              |                                                                                               |
| ۲۰ مه ۱۹۵۴      | Captain Kidd and the Slave Girl           | تهیه شده توسط ادوارد اسمال                                                                    |
| ۲۶ مه ۱۹۵۴      | The Long Wait                             |                                                                                               |
| مه ۱۹۵۴         | The Yellow Tomahawk                       |                                                                                               |
| ۴ ژوئن ۱۹۵۴     | Challenge the Wild                        |                                                                                               |
| ۵ ژوئن ۱۹۵۴     | Gog                                       | تهیه شده توسط Ivan Tors, فقط توزیع                                                            |
| ۱۴ ژوئن ۱۹۵۴    | انتخاب اضطراری                            |                                                                                               |
| ۱۸ ژوئن ۱۹۵۴    | اسکناس یک میلیون پوندی                    | US فقط توزیع                                                                                  |
| ۳۰ ژوئن ۱۹۵۴    | Return to Treasure Island                 |                                                                                               |
| ۱ ژوئیه ۱۹۵۴    | The Lawless Rider                         |                                                                                               |
| ۹ ژوئیه ۱۹۵۴    | آپاچی                                     | تهیه شده توسط Hecht-Hill-Lancaster                                                            |
| ۲۸ ژوئیه ۱۹۵۴   | دایموند                                   |                                                                                               |
| ۲۸ ژوئیه ۱۹۵۴   | Crossed Swords                            |                                                                                               |
| ۲ اوت ۱۹۵۴      | Victory at Sea                            |                                                                                               |
| ۵ اوت ۱۹۵۴      | رابینسون کروزوئه                          | فقط توزیع; produced in Mexico by Producciones Tepeyac                                         |
| ۵ اوت ۱۹۵۴      | Malta Story                               | Theta Film Productions; US فقط توزیع                                                          |
| ۱ سپتامبر ۱۹۵۴  | The Little Kidnappers                     | US فقط توزیع                                                                                  |
| ۳ سپتامبر ۱۹۵۴  | Down Three Dark Streets                   | تهیه شده توسط ادوارد اسمال and Levy-Gardner-Laven                                             |
| ۴ سپتامبر ۱۹۵۴  | Khyber Patrol                             | تهیه شده توسط ادوارد اسمال                                                                    |
| ۴ سپتامبر ۱۹۵۴  | Jesse James' Women                        |                                                                                               |
| ۱۷ سپتامبر ۱۹۵۴ | سادنلی                                    | فقط توزیع                                                                                     |
| ۲۹ سپتامبر ۱۹۵۴ | کنتس پابرهنه                              | فقط توزیع; تهیه شده توسط Figaro and shot in Italy                                             |
| سپتامبر ۱۹۵۴    | Shield for Murder                         | تهیه شده توسط آبری شنک                                                                        |
| ۴ اکتبر ۱۹۵۴    | Operation Manhunt                         |                                                                                               |
| ۶ اکتبر ۱۹۵۴    | گاو نشسته                                 |                                                                                               |
| ۲۹ اکتبر ۱۹۵۴   | The Golden Mistress                       |                                                                                               |
| ۴ نوامبر ۱۹۵۴   | You Know What Sailors Are                 |                                                                                               |
| ۵ نوامبر ۱۹۵۴   | Beautiful Stranger                        |                                                                                               |
| نوامبر ۱۹۵۴     | The White Orchid                          |                                                                                               |
| نوامبر ۱۹۵۴     | The Snow Creature                         |                                                                                               |
| ۲۱ دسامبر ۱۹۵۴  | رومئو و ژولیت                             |                                                                                               |
| ۲۵ دسامبر ۱۹۵۴  | ورا کروز                                  | تهیه شده توسط Hecht-Hill-Lancaster                                                            |
| ۳۱ دسامبر ۱۹۵۴  | Black Tuesday                             |                                                                                               |
| دسامبر ۱۹۵۴     | The Steel Cage                            |                                                                                               |
| ۱۵ ژانویه ۱۹۵۵  | The Beachcomber                           |                                                                                               |
| ۲۶ ژانویه ۱۹۵۵  | Battle Taxi                               | تهیه شده توسط Ivan Tors                                                                       |
| ۲ فوریه ۱۹۵۵    | Sabaka                                    |                                                                                               |
| ۳ مارس ۱۹۵۵     | خانه بزرگ آمریکایی                        | تهیه شده توسط آبری شنک                                                                        |
| ۲۳ مارس ۱۹۵۵    | Stranger on Horseback                     |                                                                                               |
| ۱۰ آوریل ۱۹۵۵   | دشت ارغوانی                               |                                                                                               |
| ۱۱ آوریل ۱۹۵۵   | Canyon Crossroads                         |                                                                                               |
| ۱۱ آوریل ۱۹۵۵   | مارتی                                     | تهیه شده توسط Hecht-Hill-Lancaster, Winner of the Academy Award for Best Picture.             |
| ۱۵ آوریل ۱۹۵۵   | گلوله‌ای برای جوئی                         | فقط توزیع                                                                                     |
| ۱۸ مه ۱۹۵۵      | مرگبار ببوس مرا                           | فقط توزیع                                                                                     |
| ۳۰ مه ۱۹۵۵      | Robbers' Roost                            |                                                                                               |
| مه ۱۹۵۵         | Top of the World                          |                                                                                               |
| ۵ ژوئن ۱۹۵۵     | The Big Bluff                             | فقط توزیع                                                                                     |
| ۲۱ ژوئن ۱۹۵۵    | فصل تابستان                               | فقط توزیع                                                                                     |
| ژوئن ۱۹۵۵       | The Sea Shall Not Have Them               |                                                                                               |
| ژوئن ۱۹۵۵       | آلبرت آر.ان                               |                                                                                               |
| ۲۵ ژوئیه ۱۹۵۵   | The Man Who Loved Redheads                | تهیه شده توسط London Films                                                                    |
| ژوئیه ۱۹۵۵      | Not as a Stranger                         | تهیه شده توسط استنلی کریمر                                                                    |
| ۱۰ اوت ۱۹۵۵     | The Kentuckian                            | تهیه شده توسط Hecht-Hill-Lancaster                                                            |
| ۱۲ سپتامبر ۱۹۵۵ | اتلو                                      | فقط توزیع                                                                                     |
| ۲۹ سپتامبر ۱۹۵۵ | شب شکارچی                                 | Paul Gregory Productions                                                                      |
| ۳۰ سپتامبر ۱۹۵۵ | The Naked Street                          | تهیه شده توسط ادوارد اسمال                                                                    |
| ۱ اکتبر ۱۹۵۵    | بوسه قاتل                                 | فقط توزیع                                                                                     |
| ۴ اکتبر ۱۹۵۵    | Fort Yuma                                 | تهیه شده توسط آبری شنک                                                                        |
| ۲۵ اکتبر ۱۹۵۵   | The Big Knife                             |                                                                                               |
| ۲۶ اکتبر ۱۹۵۵   | King's Rhapsody                           |                                                                                               |
| ۲۹ اکتبر ۱۹۵۵   | Gentlemen Marry Brunettes                 |                                                                                               |
| ۵ نوامبر ۱۹۵۵   | Man with the Gun                          |                                                                                               |
| ۱۸ نوامبر ۱۹۵۵  | Desert Sands                              | تهیه شده توسط آبری شنک                                                                        |
| ۲۹ نوامبر ۱۹۵۵  | The Good Die Young                        |                                                                                               |
| ۱۲ دسامبر ۱۹۵۵  | Heidi and Peter                           |                                                                                               |
| ۱۴ دسامبر ۱۹۵۵  | مرد بازو طلایی                            | Otto Preminger Films                                                                          |
| ۱۶ دسامبر ۱۹۵۵  | Storm Fear                                |                                                                                               |
| ۲۱ دسامبر ۱۹۵۵  | مبارز سرخ‌پوست                             |                                                                                               |
| ۲۱ دسامبر ۱۹۵۵  | تاپ گان                                   | تهیه شده توسط ادوارد اسمال                                                                    |
| ۱۹۵۶            | غرور                                      |                                                                                               |
| ۱۹۵۶            | The Tiger and the Flame                   | تهیه شده توسط Minerva Movietone; dubbed Indian film originally released as Jhansi Ki Rani     |
| ۱۹۵۶            | The Extra Day                             |                                                                                               |
| ژانویه ۱۹۵۶     | Three Bad Sisters                         | تهیه شده توسط آبری شنک                                                                        |
| ۱ فوریه ۱۹۵۶    | یاس‌بنفش در بهار                           |                                                                                               |
| ۳ فوریه ۱۹۵۶    | The Killer Is Loose                       |                                                                                               |
| ۸ فوریه ۱۹۵۶    | Time Table                                | فقط توزیع                                                                                     |
| فوریه ۱۹۵۶      | Manfish                                   |                                                                                               |
| ۲۱ مارس ۱۹۵۶    | Crime Against Joe                         | تهیه شده توسط آبری شنک                                                                        |
| ۲۷ مارس ۱۹۵۶    | الگو                                      |                                                                                               |
| ۲۸ مارس ۱۹۵۶    | اسکندر بزرگ                               |                                                                                               |
| مارس ۱۹۵۶       | شهر متروکه                                |                                                                                               |
| مارس ۱۹۵۶       | Comanche                                  | تهیه شده توسط ادوارد اسمال                                                                    |
| ۲۶ آوریل ۱۹۵۶   | The Quatermass Xperiment                  | تهیه‌کنندگی مشترک به‌همراه Hammer Film Productions                                              |
| ۲۷ آوریل ۱۹۵۶   | Star of India                             |                                                                                               |
| آوریل ۱۹۵۶      | The Broken Star                           | تهیه شده توسط آبری شنک                                                                        |
| ۳ مه ۱۹۵۶       | بشقاب‌پرنده                                | تهیه شده توسط Ivan Tors                                                                       |
| ۱۱ مه ۱۹۵۶      | کابوس                                     | تهیه شده توسط Pine-Thomas Productions                                                         |
| مه ۱۹۵۶         | Quincannon, Frontier Scout                | تهیه شده توسط آبری شنک                                                                        |
| ۲۸ مه ۱۹۵۶      | Foreign Intrgue                           |                                                                                               |
| ۳۰ مه ۱۹۵۶      | بندباز                                    | تهیه شده توسط Hecht-Hill-Lancaster                                                            |
| ۶ ژوئن ۱۹۵۶     | کشتن                                      | فقط توزیع                                                                                     |
| ۱۲ ژوئن ۱۹۵۶    | A Kiss Before Dying                       | Crown Prioductions                                                                            |
| ژوئن ۱۹۵۶       | The Black Sleep                           | تهیه شده توسط آبری شنک                                                                        |
| ژوئن ۱۹۵۶       | Shadow of Fear                            |                                                                                               |
| ۲۶ ژوئیه ۱۹۵۶   | دختر سفیر                                 |                                                                                               |
| ژوئیه ۱۹۵۶      | Johnny Concho                             |                                                                                               |
| ۳۰ ژوئیه ۱۹۵۶   | Run for the Sun                           |                                                                                               |
| ۳۰ ژوئیه ۱۹۵۶   | Rebel in Town                             | تهیه شده توسط آبری شنک                                                                        |
| ۹ اوت ۱۹۵۶      | Huk!                                      |                                                                                               |
| ۹ اوت ۱۹۵۶      | The Boss                                  |                                                                                               |
| اوت ۱۹۵۶        | The Beast of Hollow Mountain              |                                                                                               |
| ۱۵ سپتامبر ۱۹۵۶ | Gun Brothers                              | تهیه شده توسط ادوارد اسمال                                                                    |
| سپتامبر ۱۹۵۶    | Bandido                                   |                                                                                               |
| ۸ اکتبر ۱۹۵۶    | Flight to Hong Kong                       |                                                                                               |
| ۱۷ اکتبر ۱۹۵۶   | حمله                                      |                                                                                               |
| ۱۷ اکتبر ۱۹۵۶   | دور دنیا در هشتاد روز                     | Winner of the جایزه اسکار بهترین فیلم                                                         |
| ۳۰ اکتبر ۱۹۵۶   | مردی از دل ریو                            |                                                                                               |
| ۱ نوامبر ۱۹۵۶   | Running Target                            |                                                                                               |
| ۲ نوامبر ۱۹۵۶   | Hot Cars                                  |                                                                                               |
| ۲ نوامبر ۱۹۵۶   | Emergency Hospital                        |                                                                                               |
| ۱۵ نوامبر ۱۹۵۶  | Gun the Man Down                          |                                                                                               |
| ۱۷ نوامبر ۱۹۵۶  | The Sharkfighters                         |                                                                                               |
| نوامبر ۱۹۵۶     | The Peacemaker                            |                                                                                               |
| ۱۲ دسامبر ۱۹۵۶  | The Brass Legend                          |                                                                                               |
| ۲۱ دسامبر ۱۹۵۶  | The Wild Party                            |                                                                                               |
| ۲۱ دسامبر ۱۹۵۶  | شاه و چهار ملکه                           |                                                                                               |
| ۲۲ دسامبر ۱۹۵۶  | Dance With Me, Henry                      |                                                                                               |
| ژانویه ۱۹۵۷     | Drango                                    |                                                                                               |
| ژانویه ۱۹۵۷     | The Halliday Brand                        |                                                                                               |
| ۹ ژانویه ۱۹۵۷   | Crime of Passion                          |                                                                                               |
| ۱۱ ژانویه ۱۹۵۷  | Four Boys and a Gun                       |                                                                                               |
| ۲۶ ژانویه ۱۹۵۷  | Men in War                                |                                                                                               |
| ۳۰ ژانویه ۱۹۵۷  | 5 Steps to Danger                         |                                                                                               |
| ۱ فوریه ۱۹۵۷    | Tomahawk Trail                            | تهیه شده توسط آبری شنک                                                                        |
| فوریه ۱۹۵۷      | Voodoo Island                             | تهیه شده توسط آبری شنک                                                                        |
| فوریه ۱۹۵۷      | Pharaoh's Curse                           | تهیه شده توسط آبری شنک                                                                        |
| مارس ۱۹۵۷       | Revolt at Fort Laramie                    | تهیه شده توسط آبری شنک                                                                        |
| ۱ مارس ۱۹۵۷     | The Delinquents                           |                                                                                               |
| ۱۱ مارس ۱۹۵۷    | The Big Boodle                            |                                                                                               |
| ۱۵ مارس ۱۹۵۷    | Hit and Run                               |                                                                                               |
| ۲۱ مارس ۱۹۵۷    | War Drums                                 | تهیه شده توسط آبری شنک                                                                        |
| ۲۸ مارس ۱۹۵۷    | The Big Caper                             | تهیه شده توسط Pine-Thomas Productions                                                         |
| ۱۰ آوریل ۱۹۵۷   | The Bachelor Party                        | تهیه شده توسط Hecht-Hill-Lancaster                                                            |
| ۱۳ آوریل ۱۹۵۷   | ۱۲ مرد خشمگین                             | نامزد of the Academy Award for Best Picture.                                                  |
| ۱۹ آوریل ۱۹۵۷   | Fury at Showdown                          |                                                                                               |
| ۲۹ آوریل ۱۹۵۷   | The Ride Back                             |                                                                                               |
| آوریل ۱۹۵۷      | The Iron Sheriff                          | تهیه شده توسط ادوارد اسمال                                                                    |
| ۱ مه ۱۹۵۷       | Gun Duel in Durango                       |                                                                                               |
| ۴ مه ۱۹۵۷       | Spring Reunion                            |                                                                                               |
| ۸ مه ۱۹۵۷       | ژان مقدس                                  |                                                                                               |
| ۲۹ مه ۱۹۵۷      | Monkey on My Back                         | تهیه شده توسط ادوارد اسمال                                                                    |
| مه ۱۹۵۷         | Bailout at 43,000                         | تهیه شده توسط Pine-Thomas Productions                                                         |
| ژوئن ۱۹۵۷       | خون‌آشام                                   |                                                                                               |
| ژوئن ۱۹۵۷       | The Monster That Challenged the World     | تهیه شده توسط Levy-Gardner-Laven                                                              |
| ژوئن ۱۹۵۷       | Bayou                                     |                                                                                               |
| ۴ ژوئیه ۱۹۵۷    | بوی خوش موفقیت                            | تهیه شده توسط Hecht-Hill-Lancaster                                                            |
| ۱۰ ژوئیه ۱۹۵۷   | The Pride and the Passion                 | تهیه شده توسط استنلی کریمر                                                                    |
| ۱۲ ژوئیه ۱۹۵۷   | Trooper Hook                              |                                                                                               |
| ۲۲ ژوئیه ۱۹۵۷   | Jungle Heat                               | تهیه شده توسط آبری شنک                                                                        |
| ژوئیه ۱۹۵۷      | The Buckskin Lady                         |                                                                                               |
| ژوئیه ۱۹۵۷      | Outlaw's Son                              |                                                                                               |
| ژوئیه ۱۹۵۷      | ترس پنهان                                 |                                                                                               |
| ژوئیه ۱۹۵۷      | Bop Girl Goes Calypso                     | تهیه شده توسط آبری شنک                                                                        |
| ۱ اوت ۱۹۵۷      | Valerie                                   |                                                                                               |
| ۲۱ اوت ۱۹۵۷     | The Fuzzy Pink Nightgown                  |                                                                                               |
| ۳۰ اوت ۱۹۵۷     | Chicago Confidential                      | تهیه شده توسط ادوارد اسمال                                                                    |
| اوت ۱۹۵۷        | My Gun Is Quick                           |                                                                                               |
| اوت ۱۹۵۷        | Lady of Vengeance                         |                                                                                               |
| ۲ سپتامبر ۱۹۵۷  | The Careless Years                        |                                                                                               |
| ۸ سپتامبر ۱۹۵۷  | Satchmo the Great                         |                                                                                               |
| ۲۴ سپتامبر ۱۹۵۷ | The Girl in Black Stockings               | تهیه شده توسط ادوارد اسمال                                                                    |
| سپتامبر ۱۹۵۷    | Street of Sinners                         |                                                                                               |
| سپتامبر ۱۹۵۷    | Gunsight Ridge                            |                                                                                               |
| سپتامبر ۱۹۵۷    | Quatermass 2                              | Hammer Film Productions                                                                       |
| ۹ اکتبر ۱۹۵۷    | The Monte Carlo Story                     |                                                                                               |
| ۲۳ اکتبر ۱۹۵۷   | Time Limit                                |                                                                                               |
| اکتبر ۱۹۵۷      | Hell Bound                                |                                                                                               |
| ۱ نوامبر ۱۹۵۷   | Ride Out for Revenge                      |                                                                                               |
| ۱ دسامبر ۱۹۵۷   | Man on the Prowl                          |                                                                                               |
| ۱۱ دسامبر ۱۹۵۷  | Baby Face Nelson                          |                                                                                               |
| ۱۷ دسامبر ۱۹۵۷  | افسانه گمشدگان                            |                                                                                               |
| ۲۰ دسامبر ۱۹۵۷  | The Dalton Girls                          | تهیه شده توسط آبری شنک                                                                        |
| ۲۵ دسامبر ۱۹۵۷  | راه‌های افتخار                             |                                                                                               |
| 1958            | The Betrayal                              |                                                                                               |
| ژانویه ۱۹۵۸     | Cross-Up                                  |                                                                                               |
| ژانویه ۱۹۵۸     | Gun Fever                                 |                                                                                               |
| ۱ فوریه ۱۹۵۸    | Fort Bowie                                | تهیه شده توسط آبری شنک                                                                        |
| ۶ فوریه ۱۹۵۸    | شاهدی برای تعقیب                          | جایزه اسکار بهترین فیلم نامزد                                                                 |
| ۸ فوریه ۱۹۵۸    | آمریکایی آرام                             | Figaro                                                                                        |
| فوریه ۱۹۵۸      | The Steel Bayonet                         |                                                                                               |
| فوریه ۱۹۵۸      | Lost Lagoon                               |                                                                                               |
| ۲۷ مارس ۱۹۵۸    | Run Silent, Run Deep                      | تهیه شده توسط Hecht-Hill-Lancaster                                                            |
| ۲ آوریل ۱۹۵۸    | The Flame Barrier                         |                                                                                               |
| آوریل ۱۹۵۸      | The Return of Dracula                     |                                                                                               |
| ۱ مه ۱۹۵۸       | Edge of Fury                              |                                                                                               |
| ۹ مه ۱۹۵۸       | Paris Holiday                             |                                                                                               |
| ۱۰ مه ۱۹۵۸      | Thunder Road                              |                                                                                               |
| ۱۴ مه ۱۹۵۸      | Toughest Gun in Tombstone                 | تهیه شده توسط ادوارد اسمال                                                                    |
| مه ۱۹۵۸         | Fort Massacre                             | تهیه‌کنندگی مشترک به‌همراه Mirisch Company                                                      |
| مه ۱۹۵۸         | Island Women                              |                                                                                               |
| ۴ ژوئن ۱۹۵۸     | The Lone Ranger and the Lost City of Gold |                                                                                               |
| ۲۸ ژوئن ۱۹۵۸    | وایکینگ‌ها                                 | Bavaria Film, Brynaprod S.A., Curtleigh Productions                                           |
| ۲۸ ژوئن ۱۹۵۸    | Kings Go Forth                            |                                                                                               |
| ژوئن ۱۹۵۸       | Wink of an Eye                            |                                                                                               |
| ۳۰ ژوئیه ۱۹۵۸   | La Parisienne                             | Les Films Ariane                                                                              |
| ژوئیه ۱۹۵۸      | I Bury the Living                         |                                                                                               |
| ۱۳ اوت ۱۹۵۸     | یک وجب خاک خدا                            |                                                                                               |
| ۱۴ اوت ۱۹۵۸     | It! The Terror from Beyond Space          | تهیه شده توسط ادوارد اسمال                                                                    |
| ۱۴ اوت ۱۹۵۸     | Curse of the Faceless Man                 | تهیه شده توسط ادوارد اسمال                                                                    |
| ۲۵ اوت ۱۹۵۸     | Terror in a Texas Town                    |                                                                                               |
| ۲۷ سپتامبر ۱۹۵۸ | ستیزه‌جویان                                | تهیه شده توسط استنلی کریمر; جایزه اسکار بهترین فیلم نامزد                                     |
| سپتامبر ۱۹۵۸    | The Gun Runners                           |                                                                                               |
| ۱ اکتبر ۱۹۵۸    | مردی از غرب                               | تهیه‌کنندگی مشترک به‌همراه Mirisch Company                                                      |
| ۱ اکتبر ۱۹۵۸    | Cop Hater                                 |                                                                                               |
| ۲۹ اکتبر ۱۹۵۸   | Ten Days to Tulara                        |                                                                                               |
| اکتبر ۱۹۵۸      | The Fearmakers                            |                                                                                               |
| اکتبر ۱۹۵۸      | کشور بزرگ                                 |                                                                                               |
| اکتبر ۱۹۵۸      | Hong Kong Confidential                    | تهیه شده توسط ادوارد اسمال                                                                    |
| اکتبر ۱۹۵۸      | Face in the Night                         |                                                                                               |
| ۱۱ نوامبر ۱۹۵۸  | The Horse's Mouth                         |                                                                                               |
| ۱۸ نوامبر ۱۹۵۸  | می‌خواهم زنده بمانم!                       |                                                                                               |
| ۲۶ نوامبر ۱۹۵۸  | Anna Lucasta                              |                                                                                               |
| نوامبر ۱۹۵۸     | The Mugger                                |                                                                                               |
| ۳ دسامبر ۱۹۵۸   | China Doll                                |                                                                                               |
| ۲۵ دسامبر ۱۹۵۸  | میزهای تک‌نفره                             | جایزه اسکار بهترین فیلم نامزد                                                                 |
| دسامبر ۱۹۵۸     | Lonelyhearts                              |                                                                                               |
| دسامبر ۱۹۵۸     | موشک گمشده                                |                                                                                               |
| دسامبر ۱۹۵۸     | ماچته                                     |                                                                                               |
| 1959            | Mark of the Phoenix                       |                                                                                               |
| ۲۳ ژانویه ۱۹۵۹  | Escort West                               |                                                                                               |
| ژانویه ۱۹۵۹     | Guns Girls and Gangsters                  | تهیه شده توسط ادوارد اسمال                                                                    |
| ژانویه ۱۹۵۹     | عملیات قتل                                |                                                                                               |
| ۱۸ فوریه ۱۹۵۹   | The Last Mile                             |                                                                                               |
| ۱۵ مارس ۱۹۵۹    | Mustang!                                  |                                                                                               |
| ۲۰ مارس ۱۹۵۹    | Alias Jesse James                         |                                                                                               |
| ۲۹ مارس ۱۹۵۹    | بعضی‌ها داغشو دوست دارن                    | تهیه‌کنندگی مشترک به‌همراه Mirisch Company                                                      |
| آوریل ۱۹۵۹      | Riot in Juvenile Prison                   | تهیه شده توسط ادوارد اسمال                                                                    |
| ۱۵ مه ۱۹۵۹      | Invisible Invaders                        | تهیه شده توسط ادوارد اسمال                                                                    |
| ۲۹ مه ۱۹۵۹      | Pork Chop Hill                            |                                                                                               |
| مه ۱۹۵۹         | The Gunfight at Dodge City                | تهیه‌کنندگی مشترک به‌همراه Mirisch Company                                                      |
| ۱۰ ژوئن ۱۹۵۹    | The Man in the Net                        | تهیه‌کنندگی مشترک به‌همراه Mirisch Company                                                      |
| ۱۰ ژوئن ۱۹۵۹    | The Naked Maja                            |                                                                                               |
| ۱۲ ژوئن ۱۹۵۹    | The Horse Soldiers                        | تهیه‌کنندگی مشترک به‌همراه Mirisch Company                                                      |
| ۳ ژوئیه ۱۹۵۹    | سگ باسکرویل                               | فقط توزیع (Film تهیه شده توسط Hammer Films)                                                   |
| ۱۵ ژوئیه ۱۹۵۹   | A Hole in the Head                        |                                                                                               |
| ۱۷ ژوئیه ۱۹۵۹   | Ten Seconds to Hell                       |                                                                                               |
| ۲۴ ژوئن ۱۹۵۹    | Shake Hands with the Devil                |                                                                                               |
| ژوئن ۱۹۵۹       | The Rabbit Trap                           | تهیه شده توسط Hecht-Hill-Lancaster                                                            |
| ژوئیه ۱۹۵۹      | Day of the Outlaw                         |                                                                                               |
| ۲۰ اوت ۱۹۵۹     | شاگرد شیطان                               | تهیه شده توسط Hecht-Hill-Lancaster                                                            |
| اوت ۱۹۵۹        | Cry Tough                                 | تهیه شده توسط Hecht-Hill-Lancaster                                                            |
| ۱۰ سپتامبر ۱۹۵۹ | سرقت بزرگ بانک سنت لوئیس                  |                                                                                               |
| سپتامبر ۱۹۵۹    | Cast a Long Shadow                        |                                                                                               |
| سپتامبر ۱۹۵۹    | Inside the Mafia                          | تهیه شده توسط ادوارد اسمال                                                                    |
| ۱ اکتبر ۱۹۵۹    | The Wonderful Country                     |                                                                                               |
| ۱۵ اکتبر ۱۹۵۹   | به فردا امیدی نیست                        |                                                                                               |
| اکتبر ۱۹۵۹      | Pier 5, Havana                            | تهیه شده توسط ادوارد اسمال                                                                    |
| اکتبر ۱۹۵۹      | Counterplot                               |                                                                                               |
| ۱۰ نوامبر ۱۹۵۹  | Happy Anniversary                         |                                                                                               |
| ۱۳ نوامبر ۱۹۵۹  | The Four Skulls of Jonathan Drake         | تهیه شده توسط ادوارد اسمال                                                                    |
| ۲۲ نوامبر ۱۹۵۹  | تیمبوکتو                                  | تهیه شده توسط ادوارد اسمال but had his name removed                                           |
| نوامبر ۱۹۵۹     | Subway in the Sky                         |                                                                                               |
| ۱ دسامبر ۱۹۵۹   | Take a Giant Step                         |                                                                                               |
| ۱۷ دسامبر ۱۹۵۹  | در ساحل                                   | تهیه شده توسط استنلی کریمر                                                                    |
| ۲۰ دسامبر ۱۹۵۹  | A Dog's Best Friend                       | تهیه شده توسط ادوارد اسمال                                                                    |
| ۲۵ دسامبر ۱۹۵۹  | سلیمان و سبا                              | تهیه شده توسط ادوارد اسمال                                                                    |
| دسامبر ۱۹۵۹     | Vice Raid                                 | تهیه شده توسط ادوارد اسمال                                                                    |

## دهه ۱۹۶۰
| تاریخ انتشار    | فیلم                                           | توضیحات                                                                                |
| --------------- | ---------------------------------------------- | -------------------------------------------------------------------------------------- |
| ۱ ژانویه ۱۹۶۰   | دن آرام                                        |                                                                                        |
| ۱ ژانویه ۱۹۶۰   | Gunfighters of Abilene                         | تهیه شده توسط ادوارد اسمال                                                             |
| فوریه ۱۹۶۰      | The Pusher                                     |                                                                                        |
| مارس ۱۹۶۰       | Oklahoma Territory                             | تهیه شده توسط ادوارد اسمال                                                             |
| مارس ۱۹۶۰       | Three Came to Kill                             | تهیه شده توسط ادوارد اسمال                                                             |
| ۶ آوریل ۱۹۶۰    | نابخشوده                                       | تهیه شده توسط ادوارد اسمال                                                             |
| ۱۳ آوریل ۱۹۶۰   | The Boy and the Pirates                        | تهیه شده توسط آلبرت آی گوردون                                                          |
| ۱۴ آوریل ۱۹۶۰   | همیشه در فرار                                  |                                                                                        |
| ۱ مه ۱۹۶۰       | Noose for a Gunman                             | تهیه شده توسط ادوارد اسمال                                                             |
| ۱۵ ژوئن ۱۹۶۰    | آپارتمان                                       | تهیه‌کنندگی مشترک به‌همراه Mirisch Company Winner of the Academy Award for Best Picture. |
| ۲۲ ژوئن ۱۹۶۰    | ساعت‌های گالانت                                 |                                                                                        |
| ۲۷ ژوئن ۱۹۶۰    | The Trials of Oscar Wilde                      | Warwick Films (UK)                                                                     |
| ژوئن ۱۹۶۰       | Macumba Love                                   |                                                                                        |
| ژوئن ۱۹۶۰       | The Music Box Kid                              | تهیه شده توسط ادوارد اسمال                                                             |
| ۷ ژوئیه ۱۹۶۰    | المر گنتری                                     | نامزد of the Academy Award for Best Picture.                                           |
| ۱۷ ژوئیه ۱۹۶۰   | آخرین روزهای پمپئی                             | Italian film                                                                           |
| ۲۱ ژوئیه ۱۹۶۰   | میراث باد                                      | تهیه شده توسط استنلی کریمر                                                             |
| ژوئیه ۱۹۶۰      | Cage of Evil                                   | تهیه شده توسط ادوارد اسمال                                                             |
| سپتامبر ۱۹۶۰    | استادز لونیگن                                  |                                                                                        |
| ۱۲ اکتبر ۱۹۶۰   | هفت دلاور                                      | تهیه‌کنندگی مشترک به‌همراه Mirisch Company                                               |
| ۲۴ اکتبر ۱۹۶۰   | آلامو                                          | نامزد of the Academy Award for Best Picture.                                           |
| اکتبر ۱۹۶۰      | The Walking Target                             | تهیه شده توسط ادوارد اسمال                                                             |
| ۱ نوامبر ۱۹۶۰   | یکشنبه‌ها هرگز                                  | Greek film                                                                             |
| ۱۴ نوامبر ۱۹۶۰  | The Facts of Life                              | فقط توزیع                                                                              |
| ۱۴ دسامبر ۱۹۶۰  | A Terrible Beauty                              |                                                                                        |
| ۱۵ دسامبر ۱۹۶۰  | خروج                                           | Carlyle-Alpina, S.A.                                                                   |
| ۷ ژانویه ۱۹۶۱   | Five Guns to Tombstone                         | تهیه شده توسط ادوارد اسمال                                                             |
| ۱ فوریه ۱۹۶۱    | ناجورها                                        | Seven Arts Productions                                                                 |
| فوریه ۱۹۶۱      | Frontier Uprising                              | تهیه شده توسط ادوارد اسمال                                                             |
| فوریه ۱۹۶۱      | Police Dog Story                               | تهیه شده توسط ادوارد اسمال                                                             |
| ۲۶ مارس ۱۹۶۱    | The Hoodlum Priest                             |                                                                                        |
| ۸ آوریل ۱۹۶۱    | Operation Bottleneck                           | تهیه شده توسط ادوارد اسمال                                                             |
| ۲۶ آوریل ۱۹۶۱   | زن مار                                         | تهیه شده توسط ادوارد اسمال                                                             |
| آوریل ۱۹۶۱      | Minotaur, the Wild Beast of Crete              |                                                                                        |
| ۱ مه ۱۹۶۱       | Gun Fight                                      | تهیه شده توسط ادوارد اسمال                                                             |
| ۵ مه ۱۹۶۱       | The Gambler Wore a Gun                         | تهیه شده توسط ادوارد اسمال                                                             |
| ۲۴ مه ۱۹۶۱      | وحشی‌های جوان                                   | تهیه شده توسط ادوارد اسمال                                                             |
| ۲۷ مه ۱۹۶۱      | The Last Time I Saw Archie                     |                                                                                        |
| ۳۱ مه ۱۹۶۱      | A Matter of Morals                             |                                                                                        |
| ۱۰ ژوئن ۱۹۶۱    | When the Clock Strikes                         | تهیه شده توسط ادوارد اسمال                                                             |
| ۲۸ ژوئن ۱۹۶۱    | The Naked Edge                                 |                                                                                        |
| ۲۸ ژوئن ۱۹۶۱    | Three on a Spree                               | تهیه شده توسط ادوارد اسمال                                                             |
| ۲۹ ژوئن ۱۹۶۱    | دوباره خداحافظ                                 |                                                                                        |
| ژوئن ۱۹۶۱       | The Revolt of the Slaves                       | Italian film                                                                           |
| ۱۰ ژوئیه ۱۹۶۱   | Fate of a Man                                  |                                                                                        |
| ۱۹ ژوئیه ۱۹۶۱   | By Love Possessed                              | تهیه‌کنندگی مشترک به‌همراه Mirisch Company                                               |
| ۲۵ ژوئیه ۱۹۶۱   | Mary Had a Little...                           | تهیه شده توسط ادوارد اسمال                                                             |
| ژوئیه ۱۹۶۱      | The Cat Burglar                                | تهیه شده توسط ادوارد اسمال                                                             |
| ژوئیه ۱۹۶۱      | You Have to Run Fast                           |                                                                                        |
| ۱۷ اوت ۱۹۶۱     | Teenage Millionaire                            |                                                                                        |
| ۲۳ اوت ۱۹۶۱     | The Young Doctors                              |                                                                                        |
| ۲۷ سپتامبر ۱۹۶۱ | بلوز پاریس                                     |                                                                                        |
| سپتامبر ۱۹۶۱    | The Flight That Disappeared                    | تهیه شده توسط ادوارد اسمال                                                             |
| سپتامبر ۱۹۶۱    | Secret of Deep Harbor                          |                                                                                        |
| ۱۰ اکتبر ۱۹۶۱   | شهر بی‌ترحم                                     | تهیه‌کنندگی مشترک به‌همراه Mirisch Company                                               |
| ۱۸ اکتبر ۱۹۶۱   | داستان وست ساید                                | تهیه‌کنندگی مشترک به‌همراه Mirisch Company Winner of the Academy Award for Best Picture  |
| اکتبر ۱۹۶۱      | Boy Who Caught a Crook                         | تهیه شده توسط ادوارد اسمال                                                             |
| اکتبر ۱۹۶۱      | The Explosive Generation                       |                                                                                        |
| ۵ نوامبر ۱۹۶۱   | Gun Street                                     |                                                                                        |
| ۱۵ دسامبر ۱۹۶۱  | یک، دو، سه                                     | تهیه‌کنندگی مشترک به‌همراه Mirisch Company                                               |
| ۱۶ دسامبر ۱۹۶۱  | Summer of the Seventeenth Doll                 | تهیه شده توسط ادوارد اسمال                                                             |
| ۱۹ دسامبر ۱۹۶۱  | ساعت بچه‌ها                                     | تهیه‌کنندگی مشترک به‌همراه Mirisch Company                                               |
| ۱۹ دسامبر ۱۹۶۱  | محاکمه در نورنبرگ                              | تهیه شده توسط استنلی کریمر، نامزد of the Academy Award for Best Picture                |
| ۲۰ دسامبر ۱۹۶۱  | The Happy Thieves                              |                                                                                        |
| ۲۲ دسامبر ۱۹۶۱  | ایکس- ۱۵                                       |                                                                                        |
| ۲۳ دسامبر ۱۹۶۱  | Something Wild                                 | Prometheus Enterprises Inc.                                                            |
| ۲۵ دسامبر ۱۹۶۱  | یه عالمه معجزه                                 |                                                                                        |
| ۲۷ دسامبر ۱۹۶۱  | The Clown and the Kid                          | تهیه شده توسط ادوارد اسمال                                                             |
| ۱۹۶۲            | دادگاه نظامی                                   |                                                                                        |
| ژانویه ۱۹۶۲     | The Nun and the Sergeant                       |                                                                                        |
| ۱۰ فوریه ۱۹۶۲   | Sergeants 3                                    |                                                                                        |
| فوریه ۱۹۶۲      | The Deadly Duo                                 | تهیه شده توسط ادوارد اسمال                                                             |
| فوریه ۱۹۶۲      | Saintly Sinners                                |                                                                                        |
| ۱۱ آوریل ۱۹۶۲   | Follow That Dream                              | تهیه‌کنندگی مشترک به‌همراه Mirisch Company                                               |
| ۱۱ آوریل ۱۹۶۲   | Ursus                                          |                                                                                        |
| ۱۹ آوریل ۱۹۶۲   | جسیکا                                          |                                                                                        |
| آوریل ۱۹۶۲      | The Magic Sword                                |                                                                                        |
| ۱ مه ۱۹۶۲       | جرونیمو                                        | تهیه شده توسط Levy-Gardner-Laven                                                       |
| ۱۵ مه ۱۹۶۲      | تابوت دکتر خون                                 | تهیه شده توسط ادوارد اسمال                                                             |
| ۱۶ مه ۱۹۶۲      | Incident in an Alley                           |                                                                                        |
| ۲۲ مه ۱۹۶۲      | The Road to Hong Kong                          |                                                                                        |
| مه ۱۹۶۲         | War Hunt                                       |                                                                                        |
| ۱۳ ژوئن ۱۹۶۲    | Jack the Giant Killer                          | تهیه شده توسط ادوارد اسمال                                                             |
| ۱۳ ژوئن ۱۹۶۲    | The Valiant                                    |                                                                                        |
| ۲۵ ژوئن ۱۹۶۲    | Animas Trujano                                 |                                                                                        |
| ۳ ژوئیه ۱۹۶۲    | پرنده‌باز آلکاتراز                              | تهیه شده توسط ادوارد اسمال                                                             |
| ۲۸ ژوئیه ۱۹۶۲   | معجزه‌گر                                        | Playfilm Productions                                                                   |
| ۲۹ اوت ۱۹۶۲     | بچه گالاهاد                                    | تهیه‌کنندگی مشترک به‌همراه Mirisch Company                                               |
| ۱۶ سپتامبر ۱۹۶۲ | Hero's Island                                  |                                                                                        |
| سپتامبر ۱۹۶۲    | Sword of the Conqueror                         |                                                                                        |
| ۲۴ اکتبر ۱۹۶۲   | کاندیدای منچوری                                |                                                                                        |
| ۲۴ اکتبر ۱۹۶۲   | چشمان بدون چهره                                | French film                                                                            |
| ۲۴ اکتبر ۱۹۶۲   | برج لندن                                       |                                                                                        |
| ۳۱ اکتبر ۱۹۶۲   | The Vampire and the Ballerina                  |                                                                                        |
| ۲۴ نوامبر ۱۹۶۲  | الاکلنگ دونفره                                 | تهیه‌کنندگی مشترک به‌همراه Mirisch Company                                               |
| ۱ دسامبر ۱۹۶۲   | الکترا                                         |                                                                                        |
| ۲ دسامبر ۱۹۶۲   | Pressure Point                                 |                                                                                        |
| ۸ دسامبر ۱۹۶۲   | Beauty and the Beast                           | تهیه شده توسط ادوارد اسمال                                                             |
| ۱۹ دسامبر ۱۹۶۲  | تاراس بولبا                                    |                                                                                        |
| 1963            | The Great Van Robbery                          |                                                                                        |
| 1963            | So Evil, So Young                              |                                                                                        |
| ۱۳ فوریه ۱۹۶۳   | A Child Is Waiting                             | تهیه شده توسط استنلی کریمر                                                             |
| ۶ مارس ۱۹۶۳     | Amazons of Rome                                |                                                                                        |
| ۶ مارس ۱۹۶۳     | Diary of a Madman                              | Robert Kent Productions/Admiral Pictures                                               |
| ۲۰ مارس ۱۹۶۳    | پنج مایل مانده به نیمه‌شب                       |                                                                                        |
| ۲۴ آوریل ۱۹۶۳   | عشق یک توپه                                    |                                                                                        |
| ۸ مه ۱۹۶۳       | دکتر نو                                        | ایون پروداکشنز، فقط توزیع                                                              |
| ۱۵ مه ۱۹۶۳      | I Could Go On Singing                          |                                                                                        |
| ۵ ژوئن ۱۹۶۳     | ایرما خوشگله                                   | تهیه‌کنندگی مشترک به‌همراه Mirisch Company                                               |
| ۱۴ ژوئن ۱۹۶۳    | Call Me Bwana                                  | Eon Productions, فقط توزیع                                                             |
| ۱۷ ژوئن ۱۹۶۳    | The Mouse on the Moon                          |                                                                                        |
| ۴ ژوئیه ۱۹۶۳    | فرار بزرگ                                      | تهیه‌کنندگی مشترک به‌همراه Mirisch Company                                               |
| ۳۱ ژوئیه ۱۹۶۳   | Toys in the Attic                              | تهیه‌کنندگی مشترک به‌همراه Mirisch Company                                               |
| ۲۱ اوت ۱۹۶۳     | The Caretakers                                 | Hall Bartlett Productions, Inc.                                                        |
| ۱۸ سپتامبر ۱۹۶۳ | تایتان‌ها                                       | Italian film                                                                           |
| سپتامبر ۱۹۶۳    | Twice-Told Tales                               | تهیه شده توسط ادوارد اسمال                                                             |
| ۱ اکتبر ۱۹۶۳    | زنبق‌های مزرعه                                  | نامزد of the Academy Award for Best Picture                                            |
| ۲ اکتبر ۱۹۶۳    | جانی کول                                       |                                                                                        |
| ۲ اکتبر ۱۹۶۳    | Stolen Hours                                   | تهیه‌کنندگی مشترک به‌همراه Mirisch Company                                               |
| ۶ اکتبر ۱۹۶۳    | تام جونز                                       | Woodfall Films (UK). Winner of the Academy Award for Best Picture                      |
| ۷ نوامبر ۱۹۶۳   | دنیای دیوانه، دیوانه، دیوانه، دیوانه           | تهیه شده توسط استنلی کریمر in Ultra Panavision                                         |
| ۱۳ نوامبر ۱۹۶۳  | مک‌لین تاک!                                     | فقط توزیع                                                                              |
| ۱۸ دسامبر ۱۹۶۳  | The Ceremony                                   |                                                                                        |
| ۱۸ دسامبر ۱۹۶۳  | پادشاهان خورشید                                | تهیه‌کنندگی مشترک به‌همراه Mirisch Company                                               |
| ۲۳ دسامبر ۱۹۶۳  | Ladybug Ladybug                                | Francis Productions Inc.                                                               |
| ۱۹ مارس ۱۹۶۴    | The World of Henry Orient                      | Pan Arts Company                                                                       |
| ۲۰ مارس ۱۹۶۴    | پلنگ صورتی                                     | تهیه‌کنندگی مشترک به‌همراه Mirisch Company                                               |
| ۲۶ فوریه ۱۹۶۴   | One Man's Way                                  |                                                                                        |
| ۲۵ مارس ۱۹۶۴    | Flight from Ashiya                             |                                                                                        |
| ۵ آوریل ۱۹۶۴    | بهترین مرد                                     |                                                                                        |
| ۲۷ مه ۱۹۶۴      | از روسیه با عشق                                | Eon Productions, فقط توزیع                                                             |
| ۸ ژوئن ۱۹۶۴     | آن مرد از ریو                                  |                                                                                        |
| ۲۳ ژوئن ۱۹۶۴    | تیری در تاریکی                                 | تهیه‌کنندگی مشترک به‌همراه Mirisch Company                                               |
| ۲۴ ژوئن ۱۹۶۴    | 633 Squadron                                   | تهیه‌کنندگی مشترک به‌همراه Mirisch Company                                               |
| ژوئن ۱۹۶۴       | For Those Who Think Young                      |                                                                                        |
| ۱۱ اوت ۱۹۶۴     | شب‌زنده‌داری با بزن و بکوب                       | فقط توزیع                                                                              |
| ۲ سپتامبر ۱۹۶۴  | سحرگاه هفتم                                    |                                                                                        |
| ۱۶ سپتامبر ۱۹۶۴ | حمله سری                                       |                                                                                        |
| ۱۷ سپتامبر ۱۹۶۴ | توپ‌قاپی                                        |                                                                                        |
| ۳۰ سپتامبر ۱۹۶۴ | زن پوشالی                                      |                                                                                        |
| ۱۴ اکتبر ۱۹۶۴   | دعوت از یک تیرانداز                            |                                                                                        |
| ۲۱ نوامبر ۱۹۶۴  | Four Days in November                          |                                                                                        |
| ۲۲ دسامبر ۱۹۶۴  | احمق مرا ببوس                                  | تهیه‌کنندگی مشترک به‌همراه Mirisch Company                                               |
| ۹ ژانویه ۱۹۶۵   | گلدفینگر                                       | Eon Productions, فقط توزیع                                                             |
| ۲۶ ژانویه ۱۹۶۵  | How to Murder Your Wife                        |                                                                                        |
| ۱۵ فوریه ۱۹۶۵   | بزرگترین داستان عالم                           |                                                                                        |
| ۱۹ فوریه ۱۹۶۵   | Ferry Cross the Mersey                         |                                                                                        |
| ۷ مارس ۱۹۶۵     | ترن                                            |                                                                                        |
| ۱۴ آوریل ۱۹۶۵   | وسوسه شیطانی                                   | تهیه‌کنندگی مشترک به‌همراه Mirisch Company                                               |
| ۲۸ آوریل ۱۹۶۵   | Masquerade                                     |                                                                                        |
| ۱۲ مه ۱۹۶۵      | Mister Moses                                   |                                                                                        |
| ۱۸ ژوئن ۱۹۶۵    | I'll Take Sweden                               | تهیه شده توسط ادوارد اسمال                                                             |
| ۲۲ ژوئن ۱۹۶۵    | تازه چه خبر پوسی‌کت؟                            |                                                                                        |
| ۲۳ ژوئن ۱۹۶۵    | The Hallelujah Trail                           | تهیه‌کنندگی مشترک به‌همراه Mirisch Company                                               |
| ۳۰ ژوئن ۱۹۶۵    | مهارت …و نحوه به دست آوردنش                    |                                                                                        |
| ۷ ژوئیه ۱۹۶۵    | The Glory Guys                                 | تهیه شده توسط Levy-Gardner-Laven                                                       |
| ۲۵ اوت ۱۹۶۵     | کمک!                                           |                                                                                        |
| ۱۵ سپتامبر ۱۹۶۵ | Billie                                         |                                                                                        |
| ۲۰ اکتبر ۱۹۶۵   | A Rage to Live                                 | تهیه‌کنندگی مشترک به‌همراه Mirisch Company                                               |
| ۱۶ نوامبر ۱۹۶۵  | بازگشت از خاکستر                               | تهیه‌کنندگی مشترک به‌همراه Mirisch Company                                               |
| ۱۳ دسامبر ۱۹۶۵  | هزاران دلقک                                    | نامزد of the Academy Award for Best Picture                                            |
| ۱۸ دسامبر ۱۹۶۵  | زنده‌باد ماریا!                                 | فقط توزیع                                                                              |
| ۲۲ دسامبر ۱۹۶۵  | گلوله آتشین                                    | Eon Productions, فقط توزیع                                                             |
| ۲۱ فوریه ۱۹۶۶   | Lord Love a Duck                               |                                                                                        |
| ۴ مارس ۱۹۶۶     | گروه                                           |                                                                                        |
| ۱۵ مارس ۱۹۶۶    | هملت                                           |                                                                                        |
| ۳۰ مارس ۱۹۶۶    | Cast a Giant Shadow                            | تهیه‌کنندگی مشترک به‌همراه Mirisch Company                                               |
| ۳۱ مارس ۱۹۶۶    | Frankie and Johnny                             | تهیه شده توسط ادوارد اسمال                                                             |
| ۱۷ مه ۱۹۶۶      | Up to His Ears                                 |                                                                                        |
| ۲۵ مه ۱۹۶۶      | روس‌ها می‌آیند، روس‌ها می‌آیند                     | فقط توزیع; تهیه شده توسط Mirisch Company نامزد of the Academy Award for Best Picture   |
| مه ۱۹۶۶         | Don't Worry, We'll Think of a Title            |                                                                                        |
| ۸ ژوئن ۱۹۶۶     | Boy, Did I Get a Wrong Number!                 |                                                                                        |
| ۱۵ ژوئن ۱۹۶۶    | Duel at Diablo                                 |                                                                                        |
| ۱۵ ژوئن ۱۹۶۶    | خارطوم                                         |                                                                                        |
| ۱ اوت ۱۹۶۶      | مادمازل                                        |                                                                                        |
| ۱ اوت ۱۹۶۶      | Namu, the Killer Whale                         |                                                                                        |
| ۳۱ اوت ۱۹۶۶     | What Did You Do in the War, Daddy?             | تهیه‌کنندگی مشترک به‌همراه Mirisch Company                                               |
| ۱۴ سپتامبر ۱۹۶۶ | Ambush Bay                                     | تهیه شده توسط آبری شنک                                                                 |
| ۱۰ اکتبر ۱۹۶۶   | هاوایی                                         | تهیه‌کنندگی مشترک به‌همراه Mirisch Company                                               |
| ۱۶ اکتبر ۱۹۶۶   | A Funny Thing Happened on the Way to the Forum |                                                                                        |
| ۱۹ اکتبر ۱۹۶۶   | شیرینی ثروت                                    | تهیه‌کنندگی مشترک به‌همراه Mirisch Company                                               |
| ۱۹ اکتبر ۱۹۶۶   | Return of the Seven                            | تهیه‌کنندگی مشترک به‌همراه Mirisch Company                                               |
| ۲۴ اکتبر ۱۹۶۶   | 10:30 P.M. Summer                              |                                                                                        |
| ۱۵ دسامبر ۱۹۶۶  | شکار روباه                                     |                                                                                        |
| ۱۸ ژانویه ۱۹۶۷  | به خاطر یک مشت دلار                            | فقط توزیع                                                                              |
| ۲۲ فوریه ۱۹۶۷   | Marat/Sade                                     |                                                                                        |
| ۹ مارس ۱۹۶۷     | چگونه بدون تلاشی واقعی در تجارت پیروز شویم     | تهیه‌کنندگی مشترک به‌همراه Mirisch Company                                               |
| ۱۶ مارس ۱۹۶۷    | پرسونا                                         |                                                                                        |
| مارس ۱۹۶۷       | Finders Keepers                                |                                                                                        |
| ۲۶ آوریل ۱۹۶۷   | Eight on the Lam                               |                                                                                        |
| ۱۰ مه ۱۹۶۷      | به خاطر چند دلار بیشتر                         | تهیه شده توسط آلبرتو گریمالدی، فقط توزیع                                               |
| ۲۲ مه ۱۹۶۷      | ظرف عسل                                        |                                                                                        |
| ۲۴ مه ۱۹۶۷      | مسیر غرب                                       |                                                                                        |
| ۱۳ ژوئن ۱۹۶۷    | فقط دو بار زندگی می‌کنید                        | Eon Productions فقط توزیع                                                              |
| ۳۱ ژوئیه ۱۹۶۷   | نجواگران                                       |                                                                                        |
| ۲ اوت ۱۹۶۷      | در گرمای شب                                    | تهیه‌کنندگی مشترک به‌همراه Mirisch Company Winner of the Academy Award for Best Picture  |
| ۳ اوت ۱۹۶۷      | Beach Red                                      |                                                                                        |
| ۱۵ سپتامبر ۱۹۶۷ | Track of Thunder                               |                                                                                        |
| ۲۳ اکتبر ۱۹۶۷   | چگونه جنگ را بردم                              |                                                                                        |
| ۱ نوامبر ۱۹۶۷   | ساعت اسلحه                                     | تهیه‌کنندگی مشترک به‌همراه Mirisch Company                                               |
| ۱۰ نوامبر ۱۹۶۷  | The Hills Run Red                              |                                                                                        |
| ۱۰ نوامبر ۱۹۶۷  | Matchless                                      |                                                                                        |
| ۲۲ نوامبر ۱۹۶۷  | Operation Kid Brother                          |                                                                                        |
| ۴ دسامبر ۱۹۶۷   | Clambake                                       | تهیه شده توسط Levy-Gardner-Laven                                                       |
| ۶ دسامبر ۱۹۶۷   | Kill a Dragon                                  | تهیه شده توسط آبری شنک                                                                 |
| ۶ دسامبر ۱۹۶۷   | Navajo Joe                                     |                                                                                        |
| ۱۸ دسامبر ۱۹۶۷  | برای زندگی، زندگی کن                           | فقط توزیع                                                                              |
| ۲۰ دسامبر ۱۹۶۷  | مغز بیلیون دلاری                               | تهیه شده توسط هری سالتزمن                                                              |
| ۲۰ دسامبر ۱۹۶۷  | Fitzwilly                                      | تهیه‌کنندگی مشترک به‌همراه Mirisch Company                                               |
| ۲۹ دسامبر ۱۹۶۷  | خوب، بد، زشت                                   |                                                                                        |
| ۳ ژانویه ۱۹۶۸   | The Wicked Dreams of Paula Schultz             | تهیه شده توسط ادوارد اسمال                                                             |
| ۱۴ فوریه ۱۹۶۸   | مسیر خطر                                       | تهیه شده توسط Amicus Productions                                                       |
| ۲ آوریل ۱۹۶۸    | The Scalphunters                               | تهیه شده توسط Levy-Gardner-Laven                                                       |
| ۴ آوریل ۱۹۶۸    | پارتی                                          | تهیه‌کنندگی مشترک به‌همراه Mirisch Company                                               |
| ۲۴ آوریل ۱۹۶۸   | Yours, Mine and Ours                           | تهیه‌کنندگی مشترک به‌همراه Desilu Productions                                            |
| ۸ مه ۱۹۶۸       | The Private Navy of Sgt. O'Farrell             |                                                                                        |
| ۱۵ مه ۱۹۶۸      | The Devil's Brigade                            | تهیه شده توسط دیوید ال. ولپر                                                           |
| ۵ ژوئن ۱۹۶۸     | Attack on the Iron Coast                       | تهیه شده توسط Oakmont Productions                                                      |
| ۱۹ ژوئن ۱۹۶۸    | حادثه توماس کراون                              | تهیه‌کنندگی مشترک به‌همراه Mirisch Company                                               |
| ۲۵ ژوئن ۱۹۶۸    | عروس سیاه‌پوش                                   |                                                                                        |
| ۱۹ ژوئیه ۱۹۶۸   | بازرس کلوزو                                    | تهیه‌کنندگی مشترک به‌همراه Mirisch Company                                               |
| ۳۱ ژوئیه ۱۹۶۸   | محکم دارشان بزن                                |                                                                                        |
| ژوئیه ۱۹۶۸      | Thunderbirds Are Go                            | تهیه‌کنندگی مشترک به‌همراه Century 21 Cinema Associated Television                       |
| سپتامبر ۱۹۶۸    | Shock Troops                                   |                                                                                        |
| سپتامبر ۱۹۶۸    | The Ugly Ones                                  |                                                                                        |
| ۱۸ سپتامبر ۱۹۶۸ | نمک و فلفل                                     |                                                                                        |
| ۱۱ اکتبر ۱۹۶۸   | The Charge of the Light Brigade                | فقط توزیع                                                                              |
| ۲۳ اکتبر ۱۹۶۸   | Paper Lion                                     |                                                                                        |
| ۱۳ نوامبر ۱۹۶۸  | زیردریایی زرد                                  | فقط توزیع, تهیه شده توسط سندیکای کینگ فیچرز and Subafilms Ltd                          |
| ۲۰ نوامبر ۱۹۶۸  | Thunderbird 6                                  | تهیه‌کنندگی مشترک به‌همراه Century 21 Cinema and Associated Television                   |
| ۱۸ دسامبر ۱۹۶۸  | چیتی‌چیتی بنگ‌بنگ                                | فقط توزیع                                                                              |
| ۱۸ دسامبر ۱۹۶۸  | شبی که به مینسکی حمله کردند                    | فقط توزیع; تهیه‌کنندگی مشترک به‌همراه Tandem Productions                                 |
| دسامبر ۱۹۶۸     | Buona Sera, Mrs. Campbell                      |                                                                                        |
| ۱۵ ژانویه ۱۹۶۹  | More Dead Than Alive                           | تهیه شده توسط آبری شنک                                                                 |
| ۱۹ فوریه ۱۹۶۹   | بازی کثیف                                      | تهیه شده توسط هری سالتزمن                                                              |
| ۲۱ فوریه ۱۹۶۹   | A Twist of Sand                                |                                                                                        |
| ۲۶ مارس ۱۹۶۹    | از کلانتر محلی خود حمایت کنید!                 |                                                                                        |
| ۱ آوریل ۱۹۶۹    | Sam Whiskey                                    | تهیه شده توسط Levy-Gardner-Laven                                                       |
| ۲۴ آوریل ۱۹۶۹   | If It's Tuesday, This Must Be Belgium          | تهیه شده توسط دیوید ال. ولپر                                                           |
| ۳۰ آوریل ۱۹۶۹   | Hannibal Brooks                                |                                                                                        |
| ۷ مه ۱۹۶۹       | Impasse                                        | فقط توزیع                                                                              |
| ۷ مه ۱۹۶۹       | Sinful Davey                                   | تهیه‌کنندگی مشترک به‌همراه Mirisch Company                                               |
| ۷ مه ۱۹۶۹       | Where It's At                                  |                                                                                        |
| ۲۷ مه ۱۹۶۹      | Popi                                           |                                                                                        |
| ۲۸ مه ۱۹۶۹      | Guns of the Magnificent Seven                  | تهیه‌کنندگی مشترک به‌همراه Mirisch Company                                               |
| ۱۱ ژوئن ۱۹۶۹    | The First Time                                 | تهیه‌کنندگی مشترک به‌همراه Mirisch Company                                               |
| ۲۵ ژوئن ۱۹۶۹    | Death Rides a Horse                            |                                                                                        |
| ۳۰ ژوئیه ۱۹۶۹   | کابوی نیمه‌شب                                   | Winner of the Academy Award for Best Picture                                           |
| ژوئیه ۱۹۶۹      | The Thousand Plane Raid                        | تهیه شده توسط Oakmont Productions                                                      |
| ۲۰ اوت ۱۹۶۹     | رستوران آلیس                                   |                                                                                        |
| ۲۱ اوت ۱۹۶۹     | شماره یک                                       |                                                                                        |
| ۲۷ اوت ۱۹۶۹     | The Bridge at Remagen                          | تهیه شده توسط دیوید ال. ولپر                                                           |
| اوت ۱۹۶۹        | Submarine X-1                                  | تهیه شده توسط Oakmont Productions                                                      |
| ۲۸ سپتامبر ۱۹۶۹ | اتاق نشیمن خواب                                |                                                                                        |
| ۱ اکتبر ۱۹۶۹    | Some Kind of a Nut                             | تهیه‌کنندگی مشترک به‌همراه Mirisch Company                                               |
| ۲ اکتبر ۱۹۶۹    | The File of the Golden Goose                   | تهیه شده توسط ادوارد اسمال                                                             |
| ۱۵ اکتبر ۱۹۶۹   | Young Billy Young                              |                                                                                        |
| ۲۴ اکتبر ۱۹۶۹   | نبرد بریتانیا                                  |                                                                                        |
| ۲۹ اکتبر ۱۹۶۹   | راز سانتا ویتوریا                              | تهیه شده توسط استنلی کریمر                                                             |
| ۲۵ نوامبر ۱۹۶۹  | Crossplot                                      |                                                                                        |
| ۲ دسامبر ۱۹۶۹   | The Sex of Angels                              |                                                                                        |
| ۱۶ دسامبر ۱۹۶۹  | Gaily, Gaily                                   |                                                                                        |
| ۱۸ دسامبر ۱۹۶۹  | در خدمت سرویس مخفی ملکه                        | Eon Productions, فقط توزیع                                                             |
| ۲۱ دسامبر ۱۹۶۹  | پایان خوش                                      |                                                                                        |
| ۲۳ دسامبر ۱۹۶۹  | سه                                             |                                                                                        |
| دسامبر ۱۹۶۹     | Out of It                                      |                                                                                        |

## دهه ۱۹۷۰
| تاریخ انتشار      | فیلم                                           | توضیحات |
| ----------------- | ---------------------------------------------- | --- |
| ۱۸ فوریه ۱۹۷۰     | What Do You Say to a Naked Lady?               | |
| ۶ مارس ۱۹۷۰       | سرباز حرفه‌ای                                   | تهیه شده توسط آلبرتو گریمالدی                                                                                   |
| ۱۱ مارس ۱۹۷۰      | ساتیریکون فلینی                                | تهیه شده توسط آلبرتو گریمالدی                                                                                   |
| ۱۶ مارس ۱۹۷۰      | Love Is a Funny Thing                          | |
| ۲۰ مارس ۱۹۷۰      | قایق‌های جهنمی                                  | تهیه شده توسط Oakmont Productions                                                                               |
| ۲۵ مارس ۱۹۷۰      | Pussycat, Pussycat, I Love You                 | |
| ۲۵ مارس ۱۹۷۰      | زنان عاشق                                      | |
| ۱۰ آوریل ۱۹۷۰     | پری دریایی می‌سی‌سی‌پی                            | |
| ۲۹ آوریل ۱۹۷۰     | Halls of Anger                                 | تهیه‌کنندگی مشترک به‌همراه Mirisch Company                                                                        |
| ۶ مه ۱۹۷۰         | The Last Escape                                | تهیه شده توسط Oakmont Productions                                                                               |
| ۱۱ مه ۱۹۷۰        | Leo the Last                                   | |
| ۱۳ مه ۱۹۷۰        | بگذار باشد                                     | |
| ۲۰ مه ۱۹۷۰        | The Landlord                                   | تهیه‌کنندگی مشترک به‌همراه Mirisch Company                                                                        |
| ۲۷ مه ۱۹۷۰        | Cotton Comes to Harlem                         | |
| ۲۷ مه ۱۹۷۰        | The Way We Live Now                            | |
| ۲۸ مه ۱۹۷۰        | مصائب آنا                                      | |
| مه ۱۹۷۰           | One More Time                                  | |
| ۱۷ ژوئن ۱۹۷۰      | The Hawaiians                                  | تهیه‌کنندگی مشترک به‌همراه Mirisch Company                                                                        |
| ژوئن ۱۹۷۰         | The Christine Jorgensen Story                  | تهیه شده توسط ادوارد اسمال                                                                                      |
| ۱ ژوئیه ۱۹۷۰      | Mosquito Squadron                              | تهیه شده توسط Oakmont Productions                                                                               |
| ۱۰ ژوئیه ۱۹۷۰     | They Call Me MISTER Tibbs!                     | تهیه‌کنندگی مشترک به‌همراه Mirisch Company                                                                        |
| ۱۵ ژوئیه ۱۹۷۰     | The Revolutionary                              | |
| ۲۸ ژوئیه ۱۹۷۰     | The Angel Levine                               | |
| ۱۷ اوت ۱۹۷۰       | پوند                                           | |
| ۲۸ اوت ۱۹۷۰       | A Quiet Place in the Country                   | |
| ۲ سپتامبر ۱۹۷۰    | ساباتا                                         | تهیه شده توسط آلبرتو گریمالدی                                                                                   |
| ۳ سپتامبر ۱۹۷۰    | Barquero                                       | |
| ۹ سپتامبر ۱۹۷۰    | Hornets' Nest                                  | |
| ۱۱ سپتامبر ۱۹۷۰   | کودک وحشی                                      | |
| ۱۳ سپتامبر ۱۹۷۰   | قوش                                            | فقط توزیع |
| ۲۳ سپتامبر ۱۹۷۰   | Pieces of Dreams                               | |
| ۲ اکتبر ۱۹۷۰      | Give Her the Moon                              | |
| ۷ اکتبر ۱۹۷۰      | Ned Kelly                                      | |
| ۷ اکتبر ۱۹۷۰      | زیرزمین                                        | تهیه شده توسط Levy-Gardner-Laven                                                                                |
| ۲۱ اکتبر ۱۹۷۰     | کوئیمادا                                       | تهیه شده توسط آلبرتو گریمالدی                                                                                   |
| ۲۸ اکتبر ۱۹۷۰     | The McKenzie Break                             | تهیه شده توسط Levy-Gardner-Laven                                                                                |
| ۲۹ اکتبر ۱۹۷۰     | زندگی خصوصی شرلوک هولمز                        | |
| اکتبر ۱۹۷۰        | Cannon for Cordoba                             | تهیه‌کنندگی مشترک به‌همراه Mirisch Company                                                                        |
| ۳ نوامبر ۱۹۷۰     | A.k.a. Cassius Clay                            | |
| ۱۰ نوامبر ۱۹۷۰    | Where's Poppa?                                 | |
| ۱۹۷۰              | دوگال و گربه آبی                               | US فقط توزیع |
| ۲۴ ژانویه ۱۹۷۱    | عشاق موسیقی                                    | |
| ژانویه ۱۹۷۱       | The Bridge in the Jungle                       | |
| ۱۰ فوریه ۱۹۷۱     | Some Girls Do                                  | |
| ۱۹ فوریه ۱۹۷۱     | Cold Turkey                                    | |
| ۱ مارس ۱۹۷۱       | The World of Hans Christian Andersen           | US فقط توزیع; produced in Japan by توئی انیمیشن                                                                 |
| ۹ آوریل ۱۹۷۱      | Valdez Is Coming                               | |
| ۲۸ آوریل ۱۹۷۱     | موزها                                          | |
| ۱۲ مه ۱۹۷۱        | Mrs. Pollifax-Spy                              | |
| ۲۶ مه ۱۹۷۱        | Support Your Local Gunfighter                  | |
| ۱۸ ژوئن ۱۹۷۱      | That Splendid November                         | |
| ۲۰ ژوئن ۱۹۷۱      | The Crook                                      | |
| ۳۰ ژوئن ۱۹۷۱      | What's the Matter with Helen?                  | |
| ۱۶ ژوئیه ۱۹۷۱     | جشن شکار                                       | تهیه شده توسط Levy-Gardner-Laven                                                                                |
| ۲۲ ژوئیه ۱۹۷۱     | بیدارشدن در وحشت                               | فقط توزیع |
| ۲۸ ژوئیه ۱۹۷۱     | Von Richthofen and Brown                       | |
| ۱ اوت ۱۹۷۱        | Doc                                            | |
| ۴ اوت ۱۹۷۱        | Lawman                                         | |
| ۸ سپتامبر ۱۹۷۱    | یکشنبه خونین یکشنبه                            | |
| ۲۲ سپتامبر ۱۹۷۱   | Adiós, Sabata                                  | تهیه شده توسط آلبرتو گریمالدیta                                                                                 |
| ۲۰ اکتبر ۱۹۷۱     | سازمان                                         | تهیه‌کنندگی مشترک به‌همراه Mirisch Company                                                                        |
| ۳ نوامبر ۱۹۷۱     | ویولن‌زن روی بام                                | تهیه‌کنندگی مشترک به‌همراه Mirisch Company نامزد for the Academy Award for Best Picture                           |
| ۱۰ نوامبر ۱۹۷۱    | 200 Motels                                     | |
| ۱۰ نوامبر ۱۹۷۱    | جنیفر در ذهن من                                | |
| ۱ دسامبر ۱۹۷۱     | زاده برای پیروزی                               | |
| ۱۲ دسامبر ۱۹۷۱    | دکامرون                                        | تهیه شده توسط آلبرتو گریمالدی                                                                                   |
| ۱۴ دسامبر ۱۹۷۱    | بیمارستان                                      | |
| ۱۷ دسامبر ۱۹۷۱    | الماس‌ها همیشگی‌اند                              | Eon Productions, فقط توزیع                                                                                      |
| ۲ فوریه ۱۹۷۲      | مهمانان                                        | |
| ۱۷ مه ۱۹۷۲        | The Honkers                                    | |
| ۱۵ مه ۱۹۷۲        | سرزمین چاتو                                    | |
| ۷ ژوئن ۱۹۷۲       | بانوی آزادی                                    | |
| ۳۰ ژوئن ۱۹۷۲      | سرت را بدزد، احمق!                             | |
| ۱۴ ژوئیه ۱۹۷۲     | پلیس                                           | |
| ۱ اوت ۱۹۷۲        | هفت سوار دلاور                                 | تهیه‌کنندگی مشترک به‌همراه Mirisch Company                                                                        |
| ۶ اوت ۱۹۷۲        | آنچه همیشه می‌خواستید درباره سکس بدانید*        | |
| ۹ اوت ۱۹۷۲        | Return of Sabata                               | تهیه شده توسط آلبرتو گریمالدی                                                                                   |
| ۳۰ اوت ۱۹۷۲       | حرف پول                                        | |
| ۶ سپتامبر ۱۹۷۲    | مکانیک                                         | |
| ۲۰ سپتامبر ۱۹۷۲   | چکش                                            | |
| ۴ اکتبر ۱۹۷۲      | هیکی و بوگز                                    | |
| ۱۵ اکتبر ۱۹۷۲     | رم                                             | |
| ۱ نوامبر ۱۹۷۲     | Superbeast                                     | |
| ۱۷ نوامبر ۱۹۷۲    | Daughters of Satan                             | |
| نوامبر ۱۹۷۲       | پالپ                                           | |
| ۱۱ دسامبر ۱۹۷۲    | مردی از لا مانتا                               | تهیه شده توسط آلبرتو گریمالدی                                                                                   |
| ۱۷ دسامبر ۱۹۷۲    | آوانتی!                                        | |
| ۱۹ دسامبر ۱۹۷۲    | Across 110th Street                            | |
| ژانویه ۱۹۷۲       | The Outside Man                                | |
| ۷ فوریه ۱۹۷۳      | آخرین تانگو در پاریس                           | تهیه شده توسط آلبرتو گریمالدی                                                                                   |
| ۱۱ فوریه ۱۹۷۳     | Lady Caroline Lamb                             | |
| ۷ مارس ۱۹۷۳       | خداحافظی طولانی                                | |
| ۱۵ مارس ۱۹۷۳      | تام سایر                                       | |
| ۵ آوریل ۱۹۷۳      | Theatre of Blood                               | |
| ۱۹ آوریل ۱۹۷۳     | عقرب                                           | تهیه‌کنندگی مشترک به‌همراه Mirisch Company                                                                        |
| ۱۱ مه ۱۹۷۳        | هجوم                                           | |
| ۲۷ ژوئن ۱۹۷۳      | زندگی کن و بگذار بمیرند                        | Eon Productions, فقط توزیع                                                                                      |
| ۱ اوت ۱۹۷۳        | Jeremy                                         | |
| ۸ اوت ۱۹۷۳        | White Lightning                                | تهیه شده توسط Levy-Gardner-Laven                                                                                |
| ۱۷ اوت ۱۹۷۳       | پلیس‌ها و سارقین مسلح                           | |
| ۱۹ اوت ۱۹۷۳       | Electra Glide in Blue                          | |
| ۲۱ سپتامبر ۱۹۷۳   | The Spook Who Sat by the Door                  | |
| ۲۳ سپتامبر ۱۹۷۳   | Harry in Your Pocket                           | |
| سپتامبر ۱۹۷۳      | I Escaped from Devil's Island                  | |
| ۲۵ اکتبر ۱۹۷۳     | Five on the Black Hand Side                    | |
| ۱۷ دسامبر ۱۹۷۳    | درخواب‌فرورفته                                  | |
| ۱۱ فوریه ۱۹۷۴     | دزدانی مثل ما                                  | |
| ۲۷ فوریه ۱۹۷۴     | فستیوال                                        | |
| ۱۵ مارس ۱۹۷۴      | Visit to a Chief's Son                         | |
| ۲۰ مارس ۱۹۷۴      | بیلی دو کلاهه                                  | |
| ۱ مه ۱۹۷۴         | مردی از شرق                                    | تهیه شده توسط آلبرتو گریمالدی                                                                                   |
| ۱ مه ۱۹۷۴         | The Spikes Gang                                | فقط توزیع; تهیه شده توسط Mirisch Company                                                                        |
| ۱۷ مه ۱۹۷۴        | رعدوبرق                                        | |
| ۲۳ مه ۱۹۷۴        | هاکلبری فین                                    | |
| ۷ ژوئن ۱۹۷۴       | Where the Lilies Bloom                         | |
| ۱۳ ژوئن ۱۹۷۴      | Adolf Hitler: My Part in His Downfall          | |
| ۱۷ ژوئیه ۱۹۷۴     | آقای مجستیک                                    | تهیه‌کنندگی مشترک به‌همراه Mirisch Company                                                                        |
| ۳۱ ژوئیه ۱۹۷۴     | شلیک به بانک                                   | |
| ۱۴ اوت ۱۹۷۴       | سر آلفردو گارسیا را برایم بیاور                | |
| ۳۰ اوت ۱۹۷۴       | Amazing Grace                                  | |
| ۲۵ سپتامبر ۱۹۷۴   | Juggernaut                                     | |
| ۲ اکتبر ۱۹۷۴      | گرفتن پلهام یک دو سه                           | فقط توزیع |
| ۱۸ اکتبر ۱۹۷۴     | Mixed Company                                  | |
| ۱۰ نوامبر ۱۹۷۴    | لنی                                            | نامزد for the Academy Award for Best Picture                                                                    |
| ۲۰ دسامبر ۱۹۷۴    | مردی با طپانچه طلایی                           | Eon Productions, فقط توزیع                                                                                      |
| ۵ فوریه ۱۹۷۵      | Report to the Commissioner                     | |
| ۱۴ مارس ۱۹۷۵      | Rancho Deluxe                                  | |
| ۲۴ مارس ۱۹۷۵      | Rosebud                                        | |
| ۲۶ مارس ۱۹۷۵      | برانیگان                                       | |
| مارس ۱۹۷۵         | The Manchu Eagle Murder Caper Mystery          | |
| ۹ آوریل ۱۹۷۵      | حرفه: خبرنگار                                  | فقط توزیع; تهیه‌کنندگی مشترک به‌همراه مترو گلدوین مایر                                                            |
| ۱۸ آوریل ۱۹۷۵     | Sharks' Treasure                               | |
| ۱۴ مه ۱۹۷۵        | Moonrunners                                    | |
| ۲۱ مه ۱۹۷۵        | بازگشت پلنگ صورتی                              | تهیه‌کنندگی مشترک به‌همراه ITC Entertainment                                                                      |
| ۲۲ مه ۱۹۷۵        | باد و شیر                                      | توزیع توسط مترو گلدوین مایر; International فقط توزیع; co- production with کلمبیا پیکچرز                         |
| ۱۰ ژوئن ۱۹۷۵      | عشق و مرگ                                      | |
| ۲۵ ژوئن ۱۹۷۵      | رولربال                                        | |
| ژوئن ۱۹۷۵         | That's the Way of the World                    | |
| ۹ ژوئیه ۱۹۷۵      | لبخند                                          | |
| ۳۰ ژوئیه ۱۹۷۵     | توطئه ویلبی                                    | |
| ۲۹ اوت ۱۹۷۵       | 92 in the Shade                                | |
| ۱۰ اکتبر ۱۹۷۵     | Shhh                                           | |
| ۲۲ اکتبر ۱۹۷۵     | Soft Beds, Hard Battles                        | |
| ۱۲ نوامبر ۱۹۷۵    | The Heroes                                     | |
| ۲۱ نوامبر ۱۹۷۵    | دیوانه از قفس پرید                             | Winner of the Academy Award for Best Picture فقط توزیع                                                          |
| ۱۹ دسامبر ۱۹۷۵    | Bugs Bunny: Superstar                          | فقط توزیع; تهیه شده توسط Hare-Raising Films                                                                     |
| ۱۹ دسامبر ۱۹۷۵    | The Killer Elite                               | |
| ۱۳ فوریه ۱۹۷۶     | Inserts                                        | |
| ۲۳ آوریل ۱۹۷۶     | گرسنه بمان                                     | |
| آوریل ۱۹۷۶        | It's Showtime                                  | |
| ۵ مه ۱۹۷۶         | گذرگاه بریکهارت                                | |
| ۱۹ مه ۱۹۷۶        | آب‌بندهای میسوری                                | |
| ۲۰ مه ۱۹۷۶        | Trackdown                                      | |
| ۲۴ ژوئن ۱۹۷۶      | بوفالو بیل و سرخپوستان، یا درس تاریخ گاو نشسته | فقط توزیع; تهیه‌کنندگی مشترک به‌همراه دینو د لائورنتیس، Lion's Gate Films and Talent Associates-Norton Simon      |
| ۳۰ ژوئیه ۱۹۷۶     | طبل                                            | |
| ۴ اوت ۱۹۷۶        | بازگشت مردی به نام اسب                         | |
| ۲۵ اوت ۱۹۷۶       | Gator                                          | تهیه شده توسط Levy-Gardner-Laven                                                                                |
| اوت ۱۹۷۶          | از ظهر تا ساعت سه                              | |
| ۹ سپتامبر ۱۹۷۶    | Vigilante Force                                | |
| ۱۸ اکتبر ۱۹۷۶     | Burnt Offerings                                | |
| ۳ نوامبر ۱۹۷۶     | کری                                            | |
| November 12, 1976 | Karate Bullfighter                             | |
| ۲۷ نوامبر ۱۹۷۶    | شبکه                                           | International فقط توزیع; تهیه‌کنندگی مشترک به‌همراه مترو گلدوین مایر نامزد for the Academy Award for Best Picture |
| ۳ دسامبر ۱۹۷۶     | راکی                                           | Winner of the Academy Award for Best Picture                                                                    |
| ۵ دسامبر ۱۹۷۶     | در راه افتخار                                  | نامزد for the Academy Award for Best Picture                                                                    |
| ۱۷ دسامبر ۱۹۷۶    | پلنگ صورتی دوباره ضربه می‌زند                   | |
| ژانویه ۱۹۷۷       | سفر                                            | |
| ۱۰ مارس ۱۹۷۷      | Welcome to L.A.                                | |
| ۶ آوریل ۱۹۷۷      | آدری رز                                        | |
| ۲۰ آوریل ۱۹۷۷     | آنی هال                                        | Winner of the Academy Award for Best Picture                                                                    |
| ۵ مه ۱۹۷۷         | The Solid Gold Show                            | |
| مه ۱۹۷۷           | بوفالوی سفید                                   | |
| ۱۵ ژوئن ۱۹۷۷      | پلی در دوردست                                  | |
| ۲۱ ژوئن ۱۹۷۷      | نیویورک، نیویورک                               | |
| ۳ اوت ۱۹۷۷        | جاسوسی که دوستم داشت                           | Eon Productions, فقط توزیع                                                                                      |
| ۳ اکتبر ۱۹۷۷      | سالو یا ۱۲۰ روز در سودوم                       | فقط توزیع |
| ۵ اکتبر ۱۹۷۷      | Valentino                                      | |
| ۱۶ اکتبر ۱۹۷۷     | ستوران                                         | فقط توزیع |
| ۴ نوامبر ۱۹۷۷     | ۱۹۰۰                                           | تهیه شده توسط آلبرتو گریمالدی                                                                                   |
| ۱۸ نوامبر ۱۹۷۷    | Semi-Tough                                     | |
| ۲۳ نوامبر ۱۹۷۷    | Another Man, Another Chance                    | |
| ۱۶ دسامبر ۱۹۷۷    | تلفن                                           | توزیع توسط مترو گلدوین مایر                                                                                     |
| 1978              | Golden Rendezvous                              | |
| ۶ ژانویه ۱۹۷۸     | کما                                            | توزیع توسط مترو گلدوین مایر                                                                                     |
| ۹ فوریه ۱۹۷۸      | The Betsy                                      | تهیه‌کنندگی مشترک به‌همراه مونوگرام پیکچرز                                                                        |
| ۱۵ فوریه ۱۹۷۸     | بازگشت به وطن                                  | نامزد for the Academy Award for Best Picture                                                                    |
| فوریه ۱۹۷۸        | Three Warriors                                 | |
| ۱۳ مارس ۱۹۷۸      | The Big Sleep                                  | فقط توزیع; تهیه شده توسط ITC Entertainment                                                                      |
| ۱۳ آوریل ۱۹۷۸     | مشت                                            | |
| ۲۶ آوریل ۱۹۷۸     | آخرین والس                                     | |
| ۱۰ مه ۱۹۷۸        | The End                                        | |
| ۲ ژوئن ۱۹۷۸       | کوروت تابستان                                  | US فقط توزیع; تهیه شده توسط مترو گلدوین مایر                                                                    |
| ۲۸ ژوئن ۱۹۷۸      | کاروان                                         | US فقط توزیع; تهیه‌کنندگی مشترک به‌همراه EMI Films                                                                |
| ۱۹ ژوئیه ۱۹۷۸     | انتقام پلنگ صورتی                              | |
| ۲ اوت ۱۹۷۸        | صحنه‌های داخلی                                  | |
| ۲ اوت ۱۹۷۸        | Who'll Stop the Rain                           | |
| ۲۵ اکتبر ۱۹۷۸     | سوارکاری می‌آید                                 | |
| ۳۰ اکتبر ۱۹۷۸     | Message from Space                             | US فقط توزیع; produced in Japan by شرکت توئی                                                                    |
| ۸ نوامبر ۱۹۷۸     | رقص آهسته در شهر بزرگ                          | |
| ۱۵ نوامبر ۱۹۷۸    | ارباب حلقه‌ها                                   | فقط توزیع |
| ۶ دسامبر ۱۹۷۸     | The Adventures of Gerard                       | |
| ۱۷ دسامبر ۱۹۷۸    | Uncle Joe Shannon                              | |
| ۲۰ دسامبر ۱۹۷۸    | حمله جسددزدها                                  | |
| ۲۲ دسامبر ۱۹۷۸    | Brass Target                                   | توزیع توسط مترو گلدوین مایر                                                                                     |
| ۲ فوریه ۱۹۷۹      | نخستین سرقت بزرگ قطار                          | |
| ۹ مارس ۱۹۷۹       | گذرگاه                                         | |
| ۱۴ مارس ۱۹۷۹      | مو                                             | |
| ۳۰ مارس ۱۹۷۹      | قفسی برای دیوانگان                             | |
| ۴ آوریل ۱۹۷۹      | قهرمان                                         | توزیع توسط مترو گلدوین مایر                                                                                     |
| ۱۵ آوریل ۱۹۷۹     | کلاه شاپو                                      | فقط توزیع |
| ۲۵ آوریل ۱۹۷۹     | منهتن                                          | |
| ۴ مه ۱۹۷۹         | Last Embrace                                   | |
| ۱۵ ژوئن ۱۹۷۹      | راکی ۲                                         | |
| ۲۹ ژوئن ۱۹۷۹      | مونریکر                                        | Eon Productions, فقط توزیع                                                                                      |
| ژوئن ۱۹۷۹         | دو پلیس زبل                                    | |
| ژوئن ۱۹۷۹         | Wanda Nevada                                   | |
| ۱۰ اوت ۱۹۷۹       | Americathon                                    | |
| ۱۵ اوت ۱۹۷۹       | اینک آخرالزمان                                 | فقط توزیع, تهیه شده توسط امریکن زوتروپ نامزد for the Academy Award for Best Picture                             |
| ۱۷ اوت ۱۹۷۹       | Rich Kids                                      | |
| ۱۹ سپتامبر ۱۹۷۹   | Yanks                                          | distribution in other countries; یونیورسال پیکچرز distributed the film in the US                                |
| ۱۷ اکتبر ۱۹۷۹     | اسب سیاه                                       | تهیه‌کنندگی مشترک به‌همراه امریکن زوتروپ                                                                          |
| ۱۹ اکتبر ۱۹۷۹     | Chilly Scenes of Winter                        | Also known as Head Over Heels                                                                                   |
| ۱ نوامبر ۱۹۷۹     | Bear Island                                    | |
| ۶ نوامبر ۱۹۷۹     | The Fish That Saved Pittsburgh                 | فقط توزیع; تهیه شده توسط Lorimar Productions                                                                    |
| ۱۸ دسامبر ۱۹۷۹    | The Human Factor                               | توزیع توسط مترو گلدوین مایر                                                                                     |
| ۱۹ دسامبر ۱۹۷۹    | حضور                                           | فقط توزیع; تهیه شده توسط Lorimar Productions                                                                    |
| ۲۱ دسامبر ۱۹۷۹    | کوبا                                           | |
| ۲۱ دسامبر ۱۹۷۹    | اسکوتر بوگی                                    | |

## دهه ۱۹۸۰
| تاریخ انتشار    | فیلم                             | توضیحات                                                                                         |
| --------------- | -------------------------------- | ----------------------------------------------------------------------------------------------- |
| ۱۸ ژانویه ۱۹۸۰  | Windows                          | تهیه‌کنندگی مشترک به‌همراه Mike Lobell Productions                                                |
| ۱۵ فوریه ۱۹۸۰   | گشت‌زنی                           | theatrical فقط توزیع; تهیه شده توسط Lorimar Productions                                         |
| ۲۹ فوریه ۱۹۸۰   | روباه‌ها                          |                                                                                                 |
| ۱۲ مارس ۱۹۸۰    | A Small Circle of Friends        |                                                                                                 |
| ۳۰ مارس ۱۹۸۰    | حکایت‌های کنتربری                 | فقط توزیع                                                                                       |
| آوریل ۱۹۸۰      | Leo and Loree                    | فقط توزیع                                                                                       |
| ۲ مه ۱۹۸۰       | Happy Birthday, Gemini           |                                                                                                 |
| ۱۶ مه ۱۹۸۰      | سواران بلند                      |                                                                                                 |
| ۱۶ مه ۱۹۸۰      | شهرت                             | توزیع توسط مترو گلدوین مایر                                                                     |
| ۲۳ مه ۱۹۸۰      | Carny                            | فقط توزیع; تهیه شده توسط Lorimar Productions                                                    |
| ۱۳ ژوئن ۱۹۸۰    | Roadie                           | فقط توزیع                                                                                       |
| ۱۸ ژوئیه ۱۹۸۰   | شماره یک بزرگ قرمز               | فقط توزیع; تهیه شده توسط Lorimar Productions                                                    |
| ۲۷ ژوئیه ۱۹۸۰   | داستان‌های عشقی هزار و یک شب      |                                                                                                 |
| ۱ اوت ۱۹۸۰      | آخرین شمارش معکوس                | U.S. theatrical distribution, تهیه‌کنندگی مشترک به‌همراه Polyc, B.V. and Bryna Productions        |
| ۱۵ اوت ۱۹۸۰     | Those Lips, Those Eyes           | فقط توزیع                                                                                       |
| ۲۹ اوت ۱۹۸۰     | می‌داند که تنها هستی              | توزیع توسط مترو گلدوین مایر                                                                     |
| ۱۷ سپتامبر ۱۹۸۰ | آخرین مترو                       |                                                                                                 |
| ۲۶ سپتامبر ۱۹۸۰ | خاطرات استارداست                 |                                                                                                 |
| ۱۸ اکتبر ۱۹۸۰   | Motel Hell                       | تهیه‌کنندگی مشترک به‌همراه Camp Hill                                                              |
| ۱۴ نوامبر ۱۹۸۰  | The Idolmaker                    | فقط توزیع                                                                                       |
| ۱۹ نوامبر ۱۹۸۰  | دروازه بهشت                      |                                                                                                 |
| ۱۹ دسامبر ۱۹۸۰  | گاو خشمگین                       | نامزد for the Academy Award for Best Picture                                                    |
| 1981            | Invaders from the Deep           | فقط توزیع                                                                                       |
| ۱۳ فوریه ۱۹۸۱   | سگ‌های جنگ                        | فقط توزیع                                                                                       |
| ۱۵ فوریه ۱۹۸۱   | قفسی برای دیوانگان ۲             | فقط توزیع                                                                                       |
| ۱۱ مارس ۱۹۸۱    | Diva                             |                                                                                                 |
| ۲۰ مارس ۱۹۸۱    | راه کاتر                         |                                                                                                 |
| ۲۷ مارس ۱۹۸۱    | سارق                             |                                                                                                 |
| ۱۷ آوریل ۱۹۸۱   | Caveman                          | فقط توزیع                                                                                       |
| ۱۲ ژوئن ۱۹۸۱    | برخورد تایتان‌ها                  | تهیه‌کنندگی مشترک به‌همراه Charles H. Schneer Productions; توزیع توسط مترو گلدوین مایر            |
| ۲۶ ژوئن ۱۹۸۱    | فقط به خاطر چشمان تو             | Eon Productions, co-produced with Danjaq S.A.                                                   |
| ۲۴ ژوئیه ۱۹۸۱   | سوراخ سوزن                       | فقط توزیع                                                                                       |
| ۲۴ ژوئیه ۱۹۸۱   | تارزان مرد گوریلی                | تهیه‌کنندگی مشترک به‌همراه Svengali Productions; توزیع توسط مترو گلدوین مایر                      |
| ۱۴ اوت ۱۹۸۱     | Deadly Blessing                  | فقط توزیع; تهیه‌کنندگی مشترک به‌همراه PolyGram Filmed Entertainment.                              |
| ۱۸ سپتامبر ۱۹۸۱ | زن ستوان فرانسوی                 |                                                                                                 |
| ۲۵ سپتامبر ۱۹۸۱ | اعترافات واقعی                   | فقط توزیع                                                                                       |
| اکتبر ۱۹۸۱      | Galaxy of Terror                 | فقط توزیع                                                                                       |
| ۱۵ ژانویه ۱۹۸۲  | Jaws of Satan                    | تهیه‌کنندگی مشترک به‌همراه Bill Wilson Productions                                                |
| ۲۲ ژانویه ۱۹۸۲  | A Stranger Is Watching           | تهیه‌کنندگی مشترک به‌همراه Heron Communications; توزیع توسط مترو گلدوین مایر                      |
| ۱۲ فوریه ۱۹۸۲   | The Beast Within                 | تهیه‌کنندگی مشترک به‌همراه Katzka                                                                 |
| ۲ آوریل ۱۹۸۲    | Penitentiary II                  | فقط توزیع                                                                                       |
| ۲۳ آوریل ۱۹۸۲   | National Lampoon's Movie Madness | فقط توزیع                                                                                       |
| آوریل ۱۹۸۲      | پاندمونیوم                       |                                                                                                 |
| ۱۴ مه ۱۹۸۲      | The House Where Evil Dwells      |                                                                                                 |
| ۲۸ مه ۱۹۸۲      | راکی ۳                           |                                                                                                 |
| مه ۱۹۸۲         | Safari 3000                      | فقط توزیع                                                                                       |
| ۲ ژوئیه ۱۹۸۲    | راز نیمح                         | فقط توزیع as مترو گلدوین مایر; تهیه شده توسط Aurora and Don Bluth Productions                   |
| ۴ اوت ۱۹۸۲      | Lola                             | فقط توزیع                                                                                       |
| ۱۶ سپتامبر ۱۹۸۲ | شب سن لورنزو                     |                                                                                                 |
| ۲۱ اکتبر ۱۹۸۲   | The Plague Dogs                  | UK فقط توزیع, تهیه شده توسط Nepenthe Productions                                                |
| ۲۲ اکتبر ۱۹۸۲   | Jinxed!                          |                                                                                                 |
| ۱۹ نوامبر ۱۹۸۲  | Still of the Night               |                                                                                                 |
| ۱۷ دسامبر ۱۹۸۲  | ردپای پلنگ صورتی                 |                                                                                                 |
| ۱۳ فوریه ۱۹۸۳   | Twilight Time                    |                                                                                                 |
| ۲۵ مارس ۱۹۸۳    | بازگشت اسب سیاه                  |                                                                                                 |
| ۱۵ آوریل ۱۹۸۳   | Rock & Rule                      | US فقط توزیع; produced in Canada by نلوانا                                                      |
| ۲۲ آوریل ۱۹۸۳   | بی‌پناه                           |                                                                                                 |
| ۳ ژوئن ۱۹۸۳     | بازی‌های جنگی                     |                                                                                                 |
| ۱۰ ژوئن ۱۹۸۳    | اختاپوسی                         | Eon Productions, co-produced with Danjaq S.A.                                                   |
| ۱۲ ژوئن ۱۹۸۳    | L'Étoile du Nord                 | فقط توزیع                                                                                       |
| ۲۲ ژوئن ۱۹۸۳    | قرارداد نقشه‌کش                   | تهیه شده توسط انستیتوی فیلم بریتانیا and کانال ۴                                                |
| ۱۲ اوت ۱۹۸۳     | نفرین پلنگ صورتی                 |                                                                                                 |
| ۷ اکتبر ۱۹۸۳    | Romantic Comedy                  | تهیه‌کنندگی مشترک به‌همراه Mirisch Company                                                        |
| ۹ اکتبر ۱۹۸۳    | Streamers                        |                                                                                                 |
| ۹ دسامبر ۱۹۸۳   | ینتل                             |                                                                                                 |
| ۱۳ ژانویه ۱۹۸۴  | Hot Dog... The Movie             |                                                                                                 |
| ۲۲ ژوئن ۱۹۸۴    | پاپ روستای گرینویچ               |                                                                                                 |
| ۱۰ اوت ۱۹۸۴     | سپیده‌دم سرخ                      | [ ۱۰ ]                                                                                          |
| ۲۱ سپتامبر ۱۹۸۴ | Until September                  |                                                                                                 |
| ۵ اکتبر ۱۹۸۴    | آموزگارها                        |                                                                                                 |
| ۱۲ اکتبر ۱۹۸۴   | گاربو حرف می‌زند                  |                                                                                                 |
| ۲۲ فوریه ۱۹۸۵   | Martin's Day                     |                                                                                                 |
| ۱ مارس ۱۹۸۵     | هوانورد                          |                                                                                                 |
| ۳ مه ۱۹۸۵       | تکان دهنده‌ها و لرزاننده‌ها        |                                                                                                 |
| ۲۴ مه ۱۹۸۵      | نمایی به یک قتل                  | Eon Productions, co-produced with Danjaq S.A.                                                   |
| ۱۹ ژوئیه ۱۹۸۵   | وتربی                            |                                                                                                 |
| ۱ نوامبر ۱۹۸۵   | To Live and Die in L.A.          |                                                                                                 |
| ۲۷ نوامبر ۱۹۸۵  | راکی ۴                           |                                                                                                 |
| ۳۱ ژانویه ۱۹۸۶  | یانگبلاد                         | Released by MGM/UA Entertainment Co.                                                            |
| ۳۱ ژوئیه ۱۹۸۷   | روشنایی‌های پایدار روز            | Eon Productions, co-produced with Danjaq S.A.                                                   |
| ۲۵ سپتامبر ۱۹۸۷ | Real Men                         | تهیه‌کنندگی مشترک به‌همراه Martin Bregman Productions                                             |
| ۲۵ سپتامبر ۱۹۸۷ | You Talkin' to Me?               |                                                                                                 |
| ۷ اکتبر ۱۹۸۷    | بیبی بوم                         |                                                                                                 |
| ۲۹ ژانویه ۱۹۸۸  | Born to Race                     | فقط توزیع                                                                                       |
| ۱ آوریل ۱۹۸۸    | Bright Lights, Big City          |                                                                                                 |
| ۱۳ مه ۱۹۸۸      | Illegally Yours                  | تهیه‌کنندگی مشترک به‌همراه DeLaurentiis Entertainment Group                                       |
| ۲۰ مه ۱۹۸۸      | Rikki and Pete                   | فقط توزیع                                                                                       |
| ۱۳ ژوئیه ۱۹۸۸   | It Takes Two                     |                                                                                                 |
| ۲۶ اوت ۱۹۸۸     | خیانت                            |                                                                                                 |
| ۱۴ اکتبر ۱۹۸۸   | Pumpkinhead                      | فقط توزیع                                                                                       |
| ۹ نوامبر ۱۹۸۸   | بازی بچگانه                      | [ ۱۲ ]                                                                                          |
| ۱۴ دسامبر ۱۹۸۸  | I'm Gonna Git You Sucka          |                                                                                                 |
| ۱۶ دسامبر ۱۹۸۸  | مرد بارانی                       | Winner of the Academy Award for Best Picture                                                    |
| ۲۸ آوریل ۱۹۸۹   | The Horror Show                  | فقط توزیع                                                                                       |
| آوریل ۱۹۸۹      | Buying Time                      |                                                                                                 |
| ۱۲ مه ۱۹۸۹      | Night Visitor                    | فقط توزیع                                                                                       |
| ۱۲ مه ۱۹۸۹      | The Rachel Papers                |                                                                                                 |
| ۱۲ مه ۱۹۸۹      | Season of Fear                   | فقط توزیع                                                                                       |
| ۱۹ مه ۱۹۸۹      | بار کنار جاده                    | فقط توزیع                                                                                       |
| ۱۴ ژوئیه ۱۹۸۹   | جواز قتل                         | Eon Productions, co-produced with Danjaq S.A.                                                   |
| ۲۵ اوت ۱۹۸۹     | Little Monsters                  |                                                                                                 |
| ۸ سپتامبر ۱۹۸۹  | The Runnin' Kind                 | فقط توزیع                                                                                       |
| ۱۵ سپتامبر ۱۹۸۹ | True Love                        |                                                                                                 |
| ۱۳ اکتبر ۱۹۸۹   | Damned River                     | فقط توزیع                                                                                       |
| ۱۷ نوامبر ۱۹۸۹  | همه سگ‌ها به بهشت می‌روند          | US فقط توزیع; تهیه‌کنندگی مشترک به‌همراه گلدکرست فیلمز and Sullivan Bluth Studios                 |
| ۲۲ دسامبر ۱۹۸۹  | همیشه                            | توزیع توسط یونیورسال پیکچرز; تهیه‌کنندگی مشترک به‌همراه امبلین اینترتینمنت and Universal Pictures |

## دهه ۱۹۹۰
| تاریخ انتشار    | فیلم               | توضیحات                                                                         |
| --------------- | ------------------ | ------------------------------------------------------------------------------- |
| ۲۰ آوریل ۱۹۹۰   | Lisa               |                                                                                 |
| ۱۶ نوامبر ۱۹۹۰  | راکی ۵             |                                                                                 |
| ۲۰ ژانویه ۱۹۹۱  | Suspicion          |                                                                                 |
| ۲۰ دسامبر ۱۹۹۲  | Driveclub          |                                                                                 |
| ۲۷ اوت ۱۹۹۳     | پسر پلنگ صورتی     | تهیه‌کنندگی مشترک به‌همراه مترو گلدوین مایر                                       |
| ۲۳ سپتامبر ۱۹۹۴ | Sleep with Me      | تهیه‌کنندگی مشترک به‌همراه August Entertainment                                   |
| 1995            | The Fantasticks    |                                                                                 |
| ۳۱ مارس ۱۹۹۵    | دختر تانکی         | co-produced with Trilogy Entertainment Group                                    |
| ۷ آوریل ۱۹۹۵    | راب روی            |                                                                                 |
| ۲۵ اوت ۱۹۹۵     | Lord of Illusions  |                                                                                 |
| ۱۵ سپتامبر ۱۹۹۵ | هکرها              |                                                                                 |
| ۲۲ سپتامبر ۱۹۹۵ | دختران شو          | US فقط توزیع; تهیه‌کنندگی مشترک به‌همراه کارولکو پیکچرز and Chargeurs             |
| ۲۷ اکتبر ۱۹۹۵   | ترک لاس وگاس       |                                                                                 |
| ۱۷ نوامبر ۱۹۹۵  | گولدن‌آی            | Eon Productions, co-produced with Danjaq                                        |
| ۱ دسامبر ۱۹۹۵   | بیل وحشی           | co-produced with The Zanuck Company                                             |
| ۲۹ دسامبر ۱۹۹۵  | ریچارد سوم         |                                                                                 |
| ۸ مارس ۱۹۹۶     | قفس پرنده          |                                                                                 |
| ۲۲ مارس ۱۹۹۶    | It's My Party      | فقط توزیع                                                                       |
| ۲۹ مارس ۱۹۹۶    | A Family Thing     |                                                                                 |
| ۱ نوامبر ۱۹۹۶   | بزرگتر از زندگی    |                                                                                 |
| ۸ نوامبر ۱۹۹۶   | Mad Dog Time       | Also known as Trigger Happy; فقط توزیع                                          |
| ۱۴ فوریه ۱۹۹۷   | Touch              | co-produce with Lumière International                                           |
| ۲۷ اوت ۱۹۹۷     | Hoodlum            | فقط توزیع                                                                       |
| ۱۹ دسامبر ۱۹۹۷  | فردا هرگز نمی‌میرد  | Eon Productions, co-produced with Danjaq                                        |
| ۱۳ فوریه ۱۹۹۸   | Hurricane Streets  | فقط توزیع                                                                       |
| ۱۳ مارس ۱۹۹۸    | مردی با نقاب آهنین |                                                                                 |
| ۲۵ سپتامبر ۱۹۹۸ | رونین              |                                                                                 |
| ۲۶ فوریه ۱۹۹۹   | Just the Ticket    |                                                                                 |
| ۱۲ مارس ۱۹۹۹    | The Rage: Carrie 2 |                                                                                 |
| ۶ اوت ۱۹۹۹      | حادثه توماس کراون  |                                                                                 |
| ۱۹ نوامبر ۱۹۹۹  | دنیا کافی نیست     | Eon Productions, تهیه‌کنندگی مشترک به‌همراه Metro-Goldwyn-Mayer; copyright holder |
| ۱۰ دسامبر ۱۹۹۹  | Miss Julie         | فقط توزیع                                                                       |

## دهه ۲۰۰۰
| تاریخ انتشار    | فیلم                                              | توضیحات                                                                                                |
| --------------- | ------------------------------------------------- | --- |
| ۲۲ ژانویه ۲۰۰۰  | چیزهایی که فقط با نگاه کردن می‌توانید به او بگویید | |
| ۲۴ مارس ۲۰۰۰    | Mr. Accident                                      | فقط توزیع                                                                                              |
| ۱۵ سپتامبر ۲۰۰۰ | Crime and Punishment in Suburbia                  | فقط توزیع                                                                                              |
| ۲۰ آوریل ۲۰۰۱   | ادعا                                              | فقط توزیع                                                                                              |
| ۳ اوت ۲۰۰۱      | دنیای روح                                         | تهیه‌کنندگی مشترک به‌همراه Granada Productions                                                           |
| ۳۱ اوت ۲۰۰۱     | جیپرز کریپرز                                      | تهیه‌کنندگی مشترک به‌همراه امریکن زوتروپ                                                                 |
| ۲۸ سپتامبر ۲۰۰۱ | Born Romantic                                     | فقط توزیع                                                                                              |
| ۷ دسامبر ۲۰۰۱   | سرزمین هیچ‌کس                                      | فقط توزیع Winner of the جایزه اسکار بهترین فیلم بین‌المللی                                              |
| ۲۹ مارس ۲۰۰۲    | چنین چیزی نیست                                    | تهیه‌کنندگی مشترک به‌همراه American Zoetrope                                                             |
| ۳ مه ۲۰۰۲       | Deuces Wild                                       | فقط توزیع                                                                                              |
| ۲۴ مه ۲۰۰۲      | CQ                                                | تهیه‌کنندگی مشترک به‌همراه American Zoetrope                                                             |
| ۲۸ ژوئن ۲۰۰۲    | کدو تنبل                                          | تهیه‌کنندگی مشترک به‌همراه American Zoetrope                                                             |
| ۹ اوت ۲۰۰۲      | 24 Hour Party People                              | فقط توزیع; تهیه شده توسط Revolution Films, UK Film Council, FilmFour and Baby Cow Productions          |
| ۱۳ سپتامبر ۲۰۰۲ | ایگبی به پایین می‌رود                              | |
| ۱۱ اکتبر ۲۰۰۲   | بولینگ برای کلمباین                               | فقط توزیع; تهیه شده توسط آلیانس آتلانتیس                                                               |
| ۲۵ اکتبر ۲۰۰۲   | همه یا هیچ                                        | فقط توزیع; تهیه شده توسط استودیوکانال                                                                  |
| ۲۲ نوامبر ۲۰۰۲  | روزی دیگر بمیر                                    | Eon Productions, تهیه‌کنندگی مشترک به‌همراه Metro-Goldwyn-Mayer; copyright holder                        |
| ۲۷ نوامبر ۲۰۰۲  | Personal Velocity: Three Portraits                | فقط توزیع                                                                                              |
| ۱۳ دسامبر ۲۰۰۲  | Evelyn                                            | فقط توزیع                                                                                              |
| ۲۷ دسامبر ۲۰۰۲  | نیکلاس نیکلبی                                     | |
| ۲۱ فوریه ۲۰۰۳   | Dark Blue                                         | تهیه‌کنندگی مشترک به‌همراه Alphaville Films                                                              |
| ۲۸ مارس ۲۰۰۳    | Assassination Tango                               | تهیه‌کنندگی مشترک به‌همراه American Zoetrope                                                             |
| ۲۵ آوریل ۲۰۰۳   | شهر ارواح                                         | فقط توزیع                                                                                              |
| ۳۰ مه ۲۰۰۳      | Together                                          | فقط توزیع                                                                                              |
| ۲۹ اوت ۲۰۰۳     | جیپرز کریپرز ۲                                    | تهیه‌کنندگی مشترک به‌همراه American Zoetrope                                                             |
| ۱۷ اکتبر ۲۰۰۳   | تکه‌های آوریل                                      | |
| ۶ فوریه ۲۰۰۴    | اسامه                                             | |
| ۱۴ مه ۲۰۰۴      | قهوه و سیگار                                      | |
| ۲۸ مه ۲۰۰۴      | نجات‌یافته!                                        | |
| ۶ اوت ۲۰۰۴      | کد ۴۶                                             | فقط توزیع, co-تهیه شده توسط بی‌بی‌سی فیلمز and Revolution Films                                          |
| ۲۴ سپتامبر ۲۰۰۴ | The Yes Men                                       | فقط توزیع                                                                                              |
| ۲۲ اکتبر ۲۰۰۴   | Undertow                                          | |
| ۲۲ دسامبر ۲۰۰۴  | هتل رواندا                                        | co-distributed with لاینزگیت                                                                           |
| ۱۵ آوریل ۲۰۰۵   | وحشت در آمیتی‌ویل                                  | co-تهیه شده توسط Metro-Goldwyn-Mayer and دایمنشن فیلمز; copyright holder                               |
| ۳۰ سپتامبر ۲۰۰۵ | کاپوتی                                            | co-distributed with سونی پیکچرز کلاسیکس and کلمبیا پیکچرز نامزد for the Academy Award for Best Picture |
| ۵ مه ۲۰۰۶       | Art School Confidential                           | co-distributed with Sony Pictures Classics and Columbia Pictures                                       |
| ۲۶ سپتامبر ۲۰۰۶ | The Woods                                         | |
| ۱۷ نوامبر ۲۰۰۶  | کازینو رویال                                      | Eon Productions, تهیه‌کنندگی مشترک به‌همراه مترو گلدوین مایر and کلمبیا پیکچرز; copyright holder         |
| ۲۰ دسامبر ۲۰۰۶  | راکی بالبوآ                                       | تهیه‌کنندگی مشترک به‌همراه Metro-Goldwyn-Mayer, Columbia Pictures and رولوشن استودیوز; copyright holder  |
| ۷ سپتامبر ۲۰۰۷  | عشق و سیگار                                       | تهیه‌کنندگی مشترک به‌همراه برادران کوئن and آیکون پروداکشنز                                              |
| ۹ نوامبر ۲۰۰۷   | شیرها برای بره‌ها                                  | تهیه‌کنندگی مشترک به‌همراه Metro-Goldwyn-Mayer                                                           |
| ۱۴ نوامبر ۲۰۰۸  | ذره‌ای آرامش                                       | Eon Productions, تهیه‌کنندگی مشترک به‌همراه Metro-Goldwyn-Mayer and Columbia Pictures; copyright holder  |
| ۲۵ دسامبر ۲۰۰۸  | والکیری                                           | تهیه‌کنندگی مشترک به‌همراه Metro-Goldwyn-Mayer                                                           |
| ۲۵ سپتامبر ۲۰۰۹ | Fame                                              | تهیه‌کنندگی مشترک به‌همراه لیک‌شور انترتینمنت and Metro-Goldwyn-Mayer                                     |

## دهه ۲۰۱۰
| تاریخ انتشار     | فیلم               | توضیحات |
| ---------------- | ------------------ | --- |
| ۲۶ مارس ۲۰۱۰     | جکوزی ماشین زمان   | تهیه‌کنندگی مشترک به‌همراه Metro-Goldwyn-Mayer; the last original film to be released under the banner.                                         |
| ۱۳ آوریل ۲۰۱۲    | کلبه‌ای در جنگل     | uncredited; تهیه‌کنندگی مشترک به‌همراه لاینزگیت and Mutant Enemy                                                                                |
| ۹ نوامبر ۲۰۱۲    | اسکای‌فال           | Eon Productions, تهیه‌کنندگی مشترک به‌همراه Metro-Goldwyn-Mayer and Columbia Pictures; copyright holder                                         |
| ۲۱ نوامبر ۲۰۱۲   | سحرگاه سرخ         | تهیه‌کنندگی مشترک به‌همراه FilmDistrict; copyright holder                                                                                       |
| ۲۰ فوریه ۲۰۱۵    | جکوزی ماشین زمان ۲ | تهیه‌کنندگی مشترک به‌همراه Metro-Goldwyn-Mayer and Paramount Pictures; copyright holder                                                         |
| ۶ نوامبر ۲۰۱۵    | اسپکتر             | Eon Productions, تهیه‌کنندگی مشترک به‌همراه Metro-Goldwyn-Mayer and Columbia Pictures, copyright holder                                         |
| ۲۵ نوامبر ۲۰۱۵   | کرید               | تهیه‌کنندگی مشترک به‌همراه Metro-Goldwyn-Mayer and برادران وارنر North American distribution                                                    |
| ۲۳ سپتامبر ۲۰۱۶  | هفت دلاور          | تهیه‌کنندگی مشترک به‌همراه Metro-Goldwyn-Mayer, Columbia Pictures, ویلیج رودشو پیکچرز، لون استار فوندس، Escape Artists and Pin High Productions |
| ۱۲ آوریل ۲۰۱۹    | حلقه گمشده         | US distribution; تهیه شده توسط آناپورنا پیکچرز                                                                                                |
| ۱۰ مه ۲۰۱۹       | فریب‌کاری           | US distribution; تهیه شده توسط Metro-Goldwyn-Mayer                                                                                            |
| ۲۴ مه ۲۰۱۹       | بوک اسمارت         | US distribution; تهیه شده توسط Annapurna Pictures                                                                                             |
| ۲۱ ژوئن ۲۰۱۹     | بازی بچگانه        | US distribution; تهیه شده توسط اوریون پیکچرز                                                                                                  |
| ۹ اوت ۲۰۱۹       | کجا رفتی برنادت    | US distribution; تهیه شده توسط Annapurna Pictures                                                                                             |
| October 11, 2019 | خانواده آدامز      | US distribution; تهیه شده توسط Metro-Goldwyn-Mayer, برون, The Jackal Group, and Cinesite Animation                                            |